# 南アメリカの建艦競争

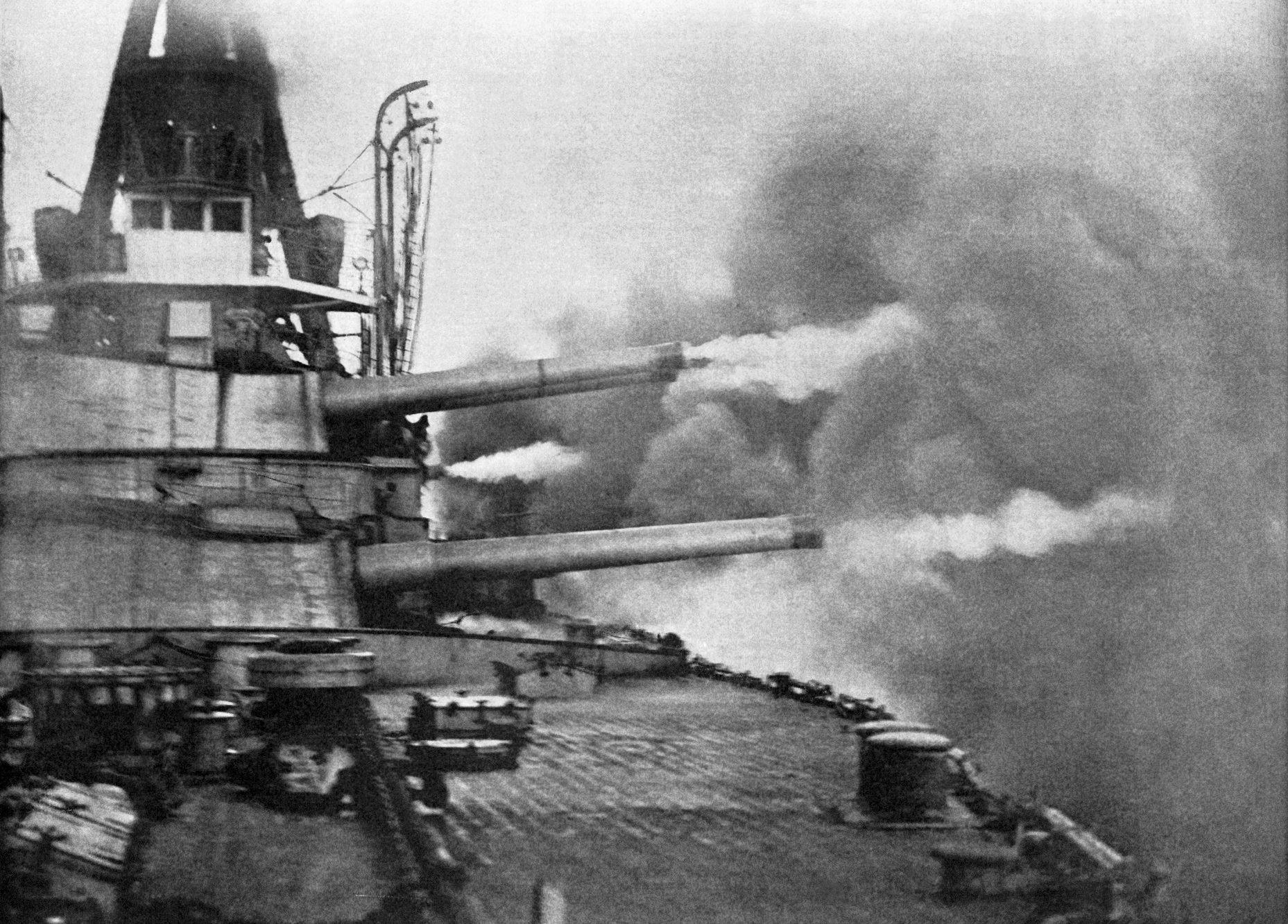
建艦競争の先駆となったブラジルの弩級戦艦ミナス・ジェラエス の大砲試験、1909年撮影。舷側に照準できる大砲が全て使われたため、それまでの軍艦による舷側砲斉射の中で最大のものとなった。

南アメリカの建艦競争（みなみアメリカのけんかんきょうそう、英語: South American dreadnought race、スペイン語: Carrera armamentista naval sudamericana、ポルトガル語: Corrida armamentista naval da América do Sul）は20世紀初頭、ABC三国（アルゼンチン、ブラジル、チリ）による海軍の軍拡競争。ブラジル政府が弩級戦艦を3隻注文したことで始まった。
1904年、ブラジル海軍は自軍がアルゼンチン海軍とチリ海軍に質でも総トン数でも水をあけられていることに気づいた。1889年にブラジルの帝政が倒れた後、ブラジル海軍が注文した船の数はめっきり減ったが、アルゼンチンとチリは1904年時点で15年間の建艦競争を終えたばかりであり、近代軍艦を配備していた。ブラジルではコーヒー豆とゴムの需要増大により政府の収入が急増したため、ブラジル国会は大国の座を取り戻すには強力な海軍を建設する必要があると考え、収入の一部を海軍問題の対処にあてることを議決した。
ブラジル政府は1905年末にイギリスに小型戦艦を3隻注文したが、1906年に革新的なイギリス戦艦ドレッドノートが現れたことでこの建艦計画は廃止された（前弩級戦艦も参照）。その代わり、ブラジルはミナス・ジェライス級戦艦（弩級戦艦）を3隻注文した。弩級戦艦は世に現れた時点で世界最強の戦艦であり、20世紀中期の核兵器と同様に国威の象徴となっていた。この注文によりブラジルという新興国は世界の注目の的になり、諸大国の新聞と政治家は敵国がブラジルから弩級戦艦を購入することを危惧した。アルゼンチンとチリ両政府もすぐに海軍制限協定を廃止してそれぞれ弩級戦艦を2隻注文した（アルゼンチンはリバダビア級戦艦を、チリはアルミランテ・ラトーレ級戦艦を注文した）。
一方、ブラジルの3隻目の弩級戦艦は経済衰退と海軍の反乱もあって反対に遭った。海軍の反乱というのは、新しく注文された2隻の弩級戦艦の乗員と、より小型な軍艦数隻の乗員が反乱を起こし、ブラジル海軍が実施している「奴隷制度」を廃止しなければ首都リオデジャネイロを砲撃すると脅した事件だった（チバタの反乱）。このように圧力はあったが、造船会社のアームストロング・ホイットワース社はブラジルに契約を守らせることに成功した。戦艦は暫定的にリオデジャネイロという名前がつけられたが、設計が数度にわたって変更されたため、造船が数回中断された。直後にブラジルのコーヒー豆とゴム景気が崩壊した。さらに大型な超弩級戦艦の登場で旧式艦化することを恐れたブラジル政府は1913年12月に未完成の戦艦をオスマン帝国に売却した。
第一次世界大戦の勃発により南米諸国が戦艦を購入できなくなったため、建艦競争も自然に終息した。ブラジル政府は1914年5月に戦艦リアシュエロ（Riachuelo）を注文したが、世界大戦により注文は実質的にキャンセルされた。イギリスはチリの戦艦2隻を完成する前に買い上げ、うち1隻は1920年にチリに売り戻した。アルゼンチンの弩級戦艦2隻は中立国のアメリカ合衆国で建造されたこともあって接収の運命を逃れ、1914年から1915年に就役した。戦後も南米で建艦計画が持ち上がることがあり、弩級戦艦の建造が主張されたが、実際に建造されることはなかった。

## 背景

### アルゼンチンとチリの建艦競争
| 年                                                                          | 船（種類）                                                                                        | 年     | 船（種類）                                |
| --------------------------------------------------------------------------- | ------------------------------------------------------------------------------------------------- | ------ | ----------------------------------------- |
| 1887年                                                                      | カピタン・プラト(BB) プレシデンテ・エラスリス（Presidente Errázuriz,PC） プレシデンテ・ピント(PC) | 1896年 | オイギンス(AC)                            |
| 1888年                                                                      | リベルタド(BB) インデペンデンシア(BB)                                                             | 1896年 | サン・マルティン(AC)                      |
| 1890年                                                                      | ベインティシンコ・デ・マヨ（Veinticinco de Mayo,PC）                                              | 1897年 | プエイレドン(AC)                          |
| 1891年                                                                      | ヌエベ・デ・フリオ(PC)                                                                            | 1898年 | ヘネラル・ベルグラーノ(AC)                |
| 1892年                                                                      | ブランコ・エンカラダ(PC)                                                                          | 1901年 | リバダビア(AC) マリアーノ・モレノ(AC)     |
| 1894年                                                                      | ブエノス・アイレス(PC)                                                                            | 1901年 | コンスティトゥシオン(BB) リベルタード(BB) |
| 1895年                                                                      | エスメラルダ(AC) ミニストロ・センテノ(PC)                                                         | 1901年 | 戦艦2隻（注文したとされた）               |
| 1895年                                                                      | ガリバルディ(AC)                                                                                  | 1901年 | チャカブコ(PC)                            |
| 記号解： チリ アルゼンチン BB: 前弩級戦艦 – PC: 防護巡洋艦 – AC: 装甲巡洋艦 |                                                                                                   |        |                                           |
| 日付は注文日を示す。                                                        |                                                                                                   |        |                                           |
| 出典: Scheina, Naval History, pp. 46–51, 297–299.                           |                                                                                                   |        |                                           |

アルゼンチンとチリの2国が南米の最南部地域であるパタゴニアの領有権を主張したため、2国は1840年代より緊張状態にあった。1872年と1878年にはアルゼンチン政府より紛争地域で操業する免許を得た商船がチリの軍艦に拿捕されたことで緊張が高まり、1877年にはアルゼンチン軍艦がチリの免許を得たアメリカ商船を拿捕した。さらに1878年11月にアルゼンチンがサンタ・クルス川に小艦隊を派遣して、チリも同様に艦隊を派遣したことで両国は開戦寸前になったが、それに慌てた両国は条約を締結して戦争を回避した。その後の数年はアルゼンチンが先住民族に対する軍事作戦（1870年 - 1884年）で、チリが対ボリビアとペルーの太平洋戦争（1879年 - 1883年）で手いっぱいだったが、両国とも軍艦を数隻注文した。チリは防護巡洋艦のエスメラルダを、アルゼンチンは装甲艦のアルミランテ・ブラウンと防護巡洋艦のパタゴニアを注文した。
1887年、チリ政府は海軍の予算を3,129,500ポンド増やした。当時のチリ艦隊は1870年代からの装甲艦アルミランテ・コクランとブランコ・エンカラダが主力であったが、チリは戦艦カピタン・プラト、防護巡洋艦2隻、水雷艇2隻を注文、6隻とも1890年に起工した。アルゼンチン政府は即座に戦艦のリベルタドとインデペンデンシアを注文、両国間の建艦競争の幕開けとなった。建艦競争はチリが1891年の内戦という支出の高い戦争を経たにもかかわらず、1890年代を通して行われた。両国は1890年から1895年までかわりばんこで巡洋艦を注文、それぞれ前回の巡洋艦より性能を少し上げた巡洋艦を注文した。1895年7月にアルゼンチンがイタリアから装甲巡洋艦ガリバルディを購入したことで競争が更に激しくなり、チリも負けじと装甲巡洋艦オイギンスを注文した。その結果、アルゼンチンは更にイタリアのアンサルド社から装甲巡洋艦を1隻注文、後に2隻を追加注文した。
1899年に米国駐アルゼンチン特命全権公使ウィリアム・ペイン・ロードがプナ・デ・アタカマ紛争の解決を仲介したため競争が一旦減速したが、両国とも1901年に軍艦を注文した。アルゼンチン海軍はイタリアから装甲巡洋艦2隻を購入、チリ海軍はイギリスにコンスティトゥシオン級前弩級戦艦2隻を注文した。アルゼンチンはさらに1901年5月にアンサルドと内示書を調印してより大型な軍艦2隻を購入した。
イギリス政府はこのように紛争が拡大することに喜ばなかった。というのも、すぐにでも戦争が勃発しそうな勢いであり、武装紛争は当地におけるイギリスの商業利益に悪影響を及ぼすからである。アルゼンチンもチリもイギリス製品を輸入しており、イギリスは主にラプラタ川を通って輸送されるアルゼンチンの穀物とチリの硝酸塩を輸入していた。そのため、イギリス政府は駐チリ大使を通じて交渉を仲介、1902年5月28日の五月協定につながった。五月協定は3つの協定で構成され、うち3つ目の協定は両国の海軍武装を制限、向こう5年内に軍艦を取得する場合は18か月前の事前告知義務を課した。建造中の軍艦は売却され、うちチリの戦艦はイギリスのスウィフトシュア級戦艦になり、アルゼンチンの装甲巡洋艦は日本の春日型装甲巡洋艦になった。計画中のアルゼンチン戦艦2隻の注文がすでになされたかは明らかではなかったが、いずれにしても計画はすぐに放棄された。カピタン・プラト、ガリバルディ、プエイレドンの3隻は武装解除されたが、主砲台を外せるクレーンがなかったため主砲台は残された。

### ブラジルの没落と再興
| 年                                                                            | 船（種類）                   | 年     | 船（種類）                                                                    |
| ----------------------------------------------------------------------------- | ---------------------------- | ------ | ----------------------------------------------------------------------------- |
| 1881年                                                                        | リアシュエロ(BB)             | 1892年 | ベンジャミン・コンスタント（Benjamin Constant,PC） レプブリカ（República,PC） |
| 1883年                                                                        | アキダバン(BB)               | 1896年 | アウミランテ・バロッソ（Almirante Barroso,PC）                                |
| 1890年                                                                        | アウミランテ・タマンダレ(PC) | 1898年 | デオドロ（Deodoro,BB） フロリアーノ（Floriano,BB）                            |
| 記号解： ブラジル帝国 ブラジル共和国 BB: 装甲艦か海防戦艦 – PC: 防護巡洋艦    |                              |        |                                                                               |
| 日付は進水式の日付。                                                          |                              |        |                                                                               |
| 出典: Scheina, "Brazil," in Gardiner and Gray, Conway's 1906–21, pp. 403–404. |                              |        |                                                                               |

1889年のクーデターでブラジルの帝政が打倒され、さらに1891年と1893年から1894年の2度の海軍反乱、1893年から1895年までの共和派革命、1896年から1897年までのカヌドス戦争など戦乱が重なったため、ブラジル海軍は顧みられないまま艦船が旧式化した。1896年時点のブラジル海軍は許可された兵員数の45%しか有しておらず、海軍の技術が発展する中、ブラジル海軍の近代装甲艦は1898年進水の海防戦艦2隻だけだった。このように荒廃した状態の守備について、ブラジル外務大臣のリオ・ブランコ男爵は「このような状況で、あなたは[...]私がどれだけ心配しているか、私の憂慮がわかるだろう。まだ（ブラジルを）守っているものはこの地に将来が残っていた（帝政）時期より残っている道徳の力と古い栄光である」と述べた。

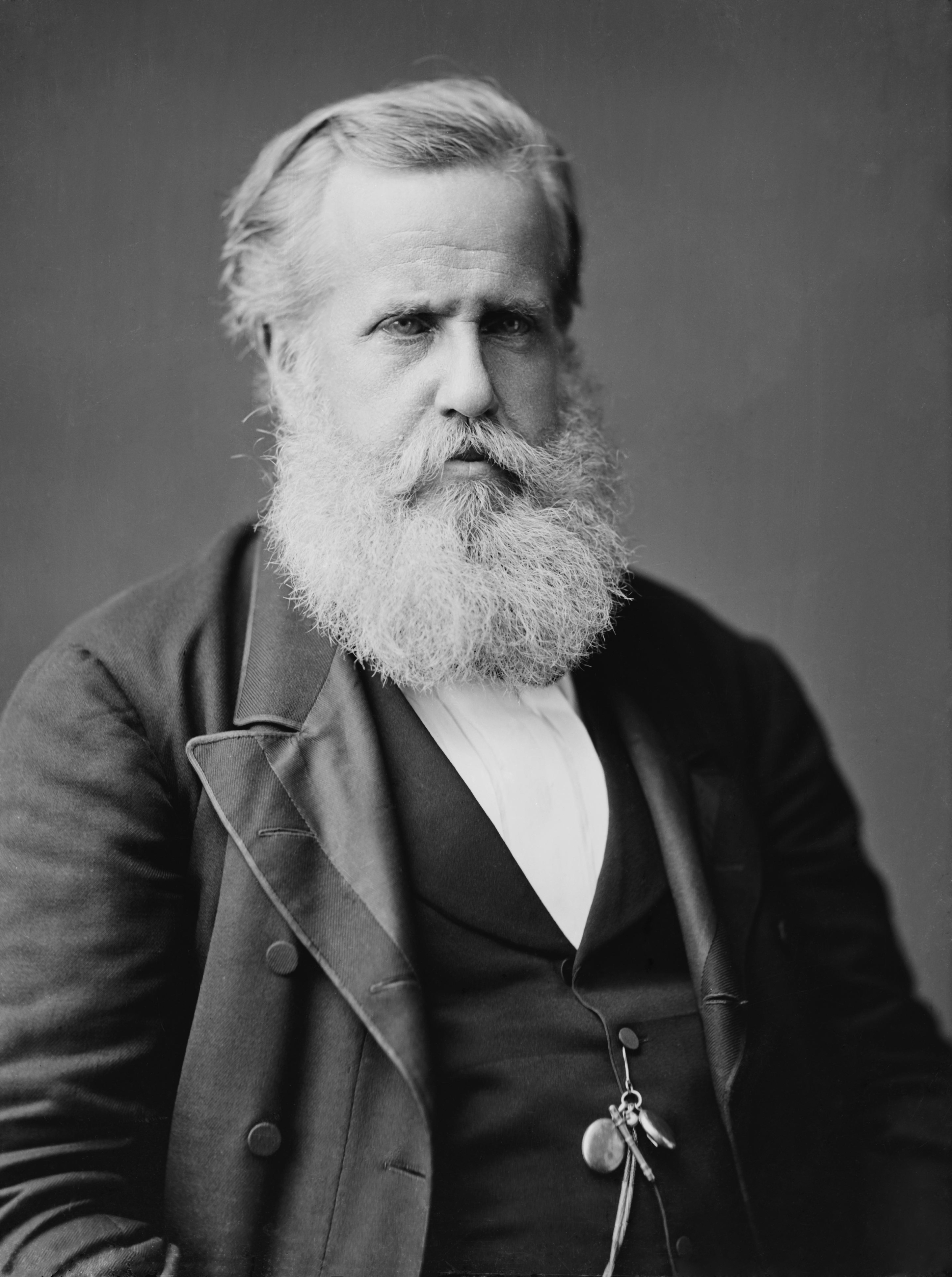
ブラジル皇帝ペドロ2世。1889年のクーデターで失脚した。

一方、アルゼンチン＝チリ間の協定は海軍の軍拡を制限したが、建艦競争中に建造された艦船は残された。そのため、20世紀が始まる頃にはブラジル海軍がアルゼンチン海軍とチリ海軍に質でも総トン数でも水をあけられた。ブラジルがアルゼンチンの3倍、チリの5倍近くの人口を擁していることもあって、ブラジル政府はブラジル海軍が指導的役割を果たすべきと考えた。
19世紀末期と20世紀初期のコーヒーとゴムに対する需要は、ブラジルのコーヒー生産とゴム景気につながった。この時期、ブラジルは世界のコーヒー供給の8割を占め、特にサンパウロ州、ミナスジェライス州、リオデジャネイロ州の産量が多かった。この景気によりブラジル政府の歳入がそれまでよりもはるかに高かった。同時期の政治家、特にジョゼ・ゴメス・ピニェイロ・マシャドとリオ・ブランコ男爵はブラジルを大国として諸国に認めさせたかったため、強力な海軍は不可欠だった。
1904年12月14日、ブラジル国民会議は大規模な海軍軍拡計画を議決した。しかし、1906年までは軍艦の注文も購入もなされないため、リオ・ブランコ男爵は中継ぎとして中古軍艦の購入を提案したが、受け入れられなかった。1906年までに購入すべき船の種類をめぐって二派に分けられた。一派はイギリスのアームストロング・ホイットワース社（後にブラジルからの注文を受けた）の支持を受け、少数の大型艦で艦隊を編成すべきと主張、もう一派はリオ・ブランコ男爵の支持を受けており、多数のより小型な艦船で艦隊を編成すべきと主張した。リオ・ブランコ男爵は支持の理由として、「小型戦艦6隻があったほうがずっといい。戦闘で1、2隻失ってもまだ4、5隻残って戦える。しかし3隻（の大型戦艦）は？2隻が損傷か破壊されたら、もう1隻しか残らない」ことを挙げた。
最初は小型艦派が上手であり、1905年12月30日に第1452号法が議決された。この法案では軍艦建設に4,214,550ポンドの予算を与え（うち1,685,820ポンドは1906年に使用）、小型戦艦3隻、装甲巡洋艦3隻、駆逐艦6隻、水雷艇12隻、潜水艦3隻、石炭船1隻、航海練習船1隻を注文した。ブラジル政府は後に財政問題で装甲巡洋艦の注文をキャンセルしたが、海軍大臣のジュリオ・セザール・デ・ノローニャ提督は1906年7月23日にアームストロング・ホイットワース社と注文の契約を締結した。
イギリスの会社が注文を受けたにもかかわらず、巨大の支出を要し、アルゼンチンとブラジルの関係に悪影響を与えたため、イギリス駐ブラジル大使ウィリアム・H・D・ハガード（William H. D. Haggard）はブラジルの海軍拡張計画に反対した。彼はそれを「虚栄心の体現と個人の金銭上の動機が合わさった結果」とみなした。アメリカ駐ブラジル大使ロイド・カーペンター・グリスコムは1906年9月に米国国務省に電報を送り、状況が大規模な建艦競争に発展した場合、情勢の不安定化の恐れがあると警告した。アメリカ大統領セオドア・ルーズベルトは外交による解決を目指し、ブラジルに計画の中止を求めたが拒否された。リオ・ブランコ男爵は米国の要求をのんだ場合、ブラジルは1901年憲法で米国による内政干渉を許したキューバのような無力な国になると警告した。1906年11月にブラジル大統領に就任したアフォンソ・ペナは国民会議への演説で海軍の軍拡を支持した。彼は1月に事故で爆発したアキダバン、および現海軍を構成する旧式艦の代替となる軍艦を購入する必要性を鑑みて支持したのであった。

## ブラジルの弩級戦艦注文
ブラジルの小型戦艦3隻の建造が始まると、ブラジル政府は注文を再検討して戦艦の設計を変更した（このことは1913年のリオデジャネイロ建造のときもおきた）。設計変更の理由はイギリスの弩級戦艦ドレッドノートが建造から就役まで要した時間が驚くほどに少ないことだった。弩級戦艦は「単一巨砲」搭載というところが斬新であり、ブラジルの戦艦は完成する前に旧式艦化してしまったのである。
1905年に定められた軍拡の予算は弩級戦艦3隻（うち3隻目は1隻目が進水した後に起工）、偵察巡洋艦3隻（後に2隻に変更、バイーア級偵察巡洋艦となった）、駆逐艦15隻（後に10隻に変更、パラ級駆逐艦となった）、潜水艦3隻（F 1級潜水艦）、潜水母艦2隻（後にセアラ（Ceará）という1隻に変更）の建造に振り分けられた。この動きはピニェイロ・マシャドなど政界で大きな支持を受けており、上院でほぼ全会一致で支持されたほか、新聞も味方した。海軍では大型艦を支持するアレシャンドリノ・ファリア・デ・アレンカルが海軍大臣に就任した。それでも、これらの変更は元の予算額を超えないことを前提としていたため、戦艦のトン数を増やすために装甲巡洋艦の注文を取り消したり、駆逐艦を減らしたりした。すでに建造が始まった戦艦3隻は1907年1月7日に放棄され、新しい弩級戦艦の設計は2月20日に承認を受けた。新聞は3月よりブラジルの軍艦注文を報じるようになり、アームストロング社は4月17日に1隻目の弩級戦艦を起工した。同年、ニューヨーク・ヘラルド、デイリー・クロニクル、タイムズの3紙が弩級戦艦3隻と巡洋艦2隻を含む全ての注文を報じた。
同時代の評論家が「世界中に最も強い戦艦」と評したブラジルの注文の同時期にはほかの数か国も同様の注文をしていた。建造中の弩級戦艦を有するのはイギリス（ドレッドノートとベレロフォン級戦艦）とアメリカ（サウスカロライナ級戦艦）についで3国目である。すなわち、ブラジルはフランス共和国、ドイツ帝国、ロシア帝国、大日本帝国など多くの列強よりも先に弩級戦艦を有する予定となった。弩級戦艦が現代の核兵器のように国際での地位を示すようになったため、弩級戦艦を注文、保有するだけで国威を発揚するようになり、国際関係にも影響した。
世界中の新聞や雑誌はブラジルという取るに足らない小国がこのような大軍を購入するわけがなく、強国の代理として弩級戦艦を購入したに間違いないと推測した。多くのアメリカ、イギリス、ドイツの出典は様々な推測を行い、アメリカ、イギリス、ドイツ、ひいては日本政府が裏で線を引いていると疑った。ワールズ・ワークは下記のように記述した。
世界中の外交官を悩ましている問題はブラジルがなぜあのような大きさと武装と速度を有し、イギリス以外の国の10から15年先まで進ませる獰猛なレヴィアタンがほしいかである。[...]ブラジルは戦艦がイングランドと日本のためのものであることを否認したが、諸国の海軍は戦艦がブラジル以外の政府のためのものであると疑った。戦争が勃発した場合、即座にこれらの船を確保できる政府は[...]海軍での優位を手中にする。イギリスはどれだけの弩級戦艦を有しても、小国の手に落ちないようこれらを購入しなければならないだろう。これらの艦船は国際政治に新しい問題をもたらす。艦船は小国が建設を準備している、または正しく言えば名前を貸している大艦隊の主力になる。この国際政治の新しいゲームには何らかのマキャヴェリアンの手がかかっている可能性があり、イギリス海軍本部が疑われている。しかし政治家と海軍の学生は各自にそれを推測することができる。
一方、大西洋の逆側にあるヨーロッパは英独建艦競争の渦中にあり、イギリス海軍本部が売却など起きないと繰り返して主張したにもかかわらず庶民院は売却の可能性に悩んでいた。庶民院は1908年7月中と9月にブラジルの戦艦が仮想敵国の手に入らず（二国標準主義が崩れる可能性があるため）、イギリス海軍を増強するために戦艦を購入する提案を検討した。これはブラジル政府が1908年3月と7月末の2度にわたって売却計画を否定したにもかかわらずである。1909年3月、海軍卿レジナルド・マッケナはドイツが建艦計画を早めて、1911年までに弩級戦艦を13隻完成させる（それまでの予想より4隻多い）と主張した。これを受けて、イギリスのマスコミと庶民院はさらに多くの弩級戦艦の建造を求めた。すでに建造されたブラジルの弩級戦艦の購入は自然と持ち上がり、マッケナが公式に購入打診の計画を進めていることを否認する羽目になった。また、マッケナは「1909年-1910年時点の優勢が大きくて、海軍本部委員会には不安すら生じない」として、外国に売却されたとしても問題はないと主張した。
噂は飛び交ったが、ブラジル政府には戦艦を売却する計画がなかった。弩級戦艦はリオ・ブランコ男爵のブラジルの国際地位を上昇させる計画で重要な役割を演じているのであった：
ブラジルはその大きな地位の重要性、世界で演じられる役割を感じるようになり、それに釣り合うよう行動した。戦艦の建造もデン・ハーグでの態度も、地位を追求する虚栄心の強い国のそれではなく、国の未来に対する公正な概念である。ルイ・バルボサ博士が国際仲裁裁判所への代表派遣の詳細に反対したのは反米によるものではなく、ブラジルの主権が少なくとも他国の主権と等しいと考えたからであった。さらに、裁判所に派遣する代表が不公平である場合、「主権の種類」が成立してしまい、主権の平等という思想に反するとの考えによるものだった。そして、国際法や演説と同じように、ブラジルは海軍でも国の等級を示そうとした。

## アルゼンチンとチリの迎撃
アルゼンチンはブラジルの計画を警戒して、1902年の協定でチリと定めた制限を無効化した。1906年11月、アルゼンチン外相マヌエル・アウグスト・モンテス・デ・オカはブラジルの新戦艦のどれをとってもアルゼンチン艦隊とチリ艦隊を全滅させることができると述べた。デ・オカはブラジル政府が注文を弩級戦艦に変更する前にこの発言をしたため、発言時点では誇張表現だったが、結果的には真実に近かった。少なくとも1910年時点ではブラジルの新戦艦がアルゼンチンやチリ艦隊はおろか、世界中の全ての艦船よりも強かった。アメリカ船舶工学者協会誌は旧式のリベルタド級やカピタン・プラト級戦艦を維持することが金銭の浪費であるとまで述べた。
デ・オカの後任エスタニスラオ・セバリョスも引き続き警戒した。1908年6月、セバリョスはアルゼンチン議会に戦艦購入の計画を提出した。当時、ブラジルの弩級戦艦のうち2隻が未完成であったが、そのうちの1隻の購入を打診するという計画だった。ブラジルが譲渡に応じた場合、両国の海軍力は釣り合うようになる。そして、ブラジルが拒否した場合、セバリョスは最後通牒をつきつけて、8日内に応じなかった場合、アルゼンチン軍を動員して、陸軍大臣と海軍大臣が無防備としているリオデジャネイロに攻撃すると計画した。しかし、セバリョスにとって不幸なことに、計画がマスコミに漏れてしまった。アルゼンチン国民は政府が軍を動員して戦争を起こすために大金を借りることをよしとせず、セバリョスは辞任を余儀なくされた。
アルゼンチン政府はブラジルの計画がアルゼンチンの輸出貿易に影響する可能性も憂慮した。これはブラジルがラプラタ川を封鎖してアルゼンチンの経済を麻痺させる可能性があるためだった。アルゼンチンのとある提督はBoston Evening Transcript紙に対し、弩級戦艦を得てブラジルと同程度に増強することで、「大衆感情の噴出や誇りの傷つきで（封鎖を）わが国対する危険な武器にする相手国（ブラジル）の優勢」を避けることができると述べた。
両国とも弩級戦艦の建艦に必要な資金の工面に苦労した。アルゼンチンの与党国家自治党は購入を支持したが、このような高価な買い物は世論に反対された。その後、特にラ・プレンサなどの新聞で煽動的な社説が大量に出回り、さらにブラジルがアルゼンチンのリオ・デ・ラ・プラタ副王領再建陰謀を主張して国境紛争を起こしたなどの事件もあって世論が逆転して購入を支持するようになった。アルゼンチン大統領ホセ・フィゲロア・アルコルタは緊張を緩和するために、このまま軍拡を続けた場合は建艦競争が必至であるとブラジルに警告した。ブラジル政府は1906年のペナの演説とほぼ同じように、長らく整備されていないブラジル海軍の旧式艦を交換するために必要であると主張し、対アルゼンチンは想定していないと繰り返して述べた。
8月、アルゼンチン代議院は72票対13票でアルゼンチン海軍に弩級戦艦3隻の購入を許可した。しかし、その3か月後、アルゼンチン上院が調停条約を許可、政府が最後の試みとしてブラジルの建造中の弩級戦艦2隻のうち1隻を購入する提案を出したことで3隻購入案は上院で一旦否決された。ブラジル政府が提案を拒否したため、議案は再び提出され、1908年12月17日に49票対13票で上院を通過した。一方、社会主義者は反対に回り、アルゼンチンは人口増が必要であり、購入に費やす予算の1,400万ポンドにはより良い使い道があると主張した。
アルゼンチン政府が軍備会社に入札を求め、それを検討するために海軍の代表団を派遣すると、5か国（アメリカ、イギリス、ドイツ、フランス、イタリア）15社から入札を受けた。アルゼンチンの代表団はまず全ての入札を拒否して、各社の設計を取り入れて新しい入札要件を出して再び入札を求めるというプロセスを2回繰り返した。1度目の再入札の理由は世界初の超弩級戦艦オライオンが進水したことだったが、大型戦艦の設計は多くの時間と資金が必要だったため、造船会社たちはアルゼンチンが各社の企業秘密を暴露したとして激怒した。イギリスの造船家の1人がアルゼンチンの行動を痛烈に批判したが、これは落札会社がイギリス以外の会社であることが明らかになった後のことだった：
イギリスの戦艦が良いアイディアと実践を具体化していることは仮定しては大丈夫でしょう。最良である可能性も高い。これらのアイディアが、イギリスの造船会社が最初にアルゼンチン政府に提出した設計の一部にならない可能性はなかった。2度目の請求では1度目の申し込みでよかったところが全てアルゼンチン当局に奪われ、新しい設計で求められることは想像できる。この2度目の請求はイギリスの造船会社だけでなく、世界中の造船会社に出されたため、私たちの船のアイディアと実践がアルゼンチン政府によって世界に漏らされた可能性が極めて高い。[...]3度目の請求では2度目の請求で消されたか変更されたものを世界の造船会社に示した。このようにして漏洩が進行し、外国の造船会社とアルゼンチン政府が教育されていった。
米国のフォアリバー造船所は安い鋼鉄が使えることもあって一番低い値段で入札して落札したが、採算が取れない低価格で入札してロスリーダーにしていると疑われた。アルゼンチンはほかの入札者の不満を和らげるために英仏独の造船所に駆逐艦12隻を注文したが、ヨーロッパの入札者はそれまでアメリカが競争者のうちに入らないと考えたため、疑心が消えることはなかった。これらの入札者はイギリスのタイムズ紙などとともに怒りをタフト大統領率いる米国政府にぶつけた。タフトのドル外交政策により米国国務省は手を尽くして契約を獲得した。彼らの反応が状況を正しく認識している可能性がある。実際、タフトは1910年の一般教書演説でアメリカの造船所が落札できた理由を「国務省の斡旋によるところが大きい」としている。

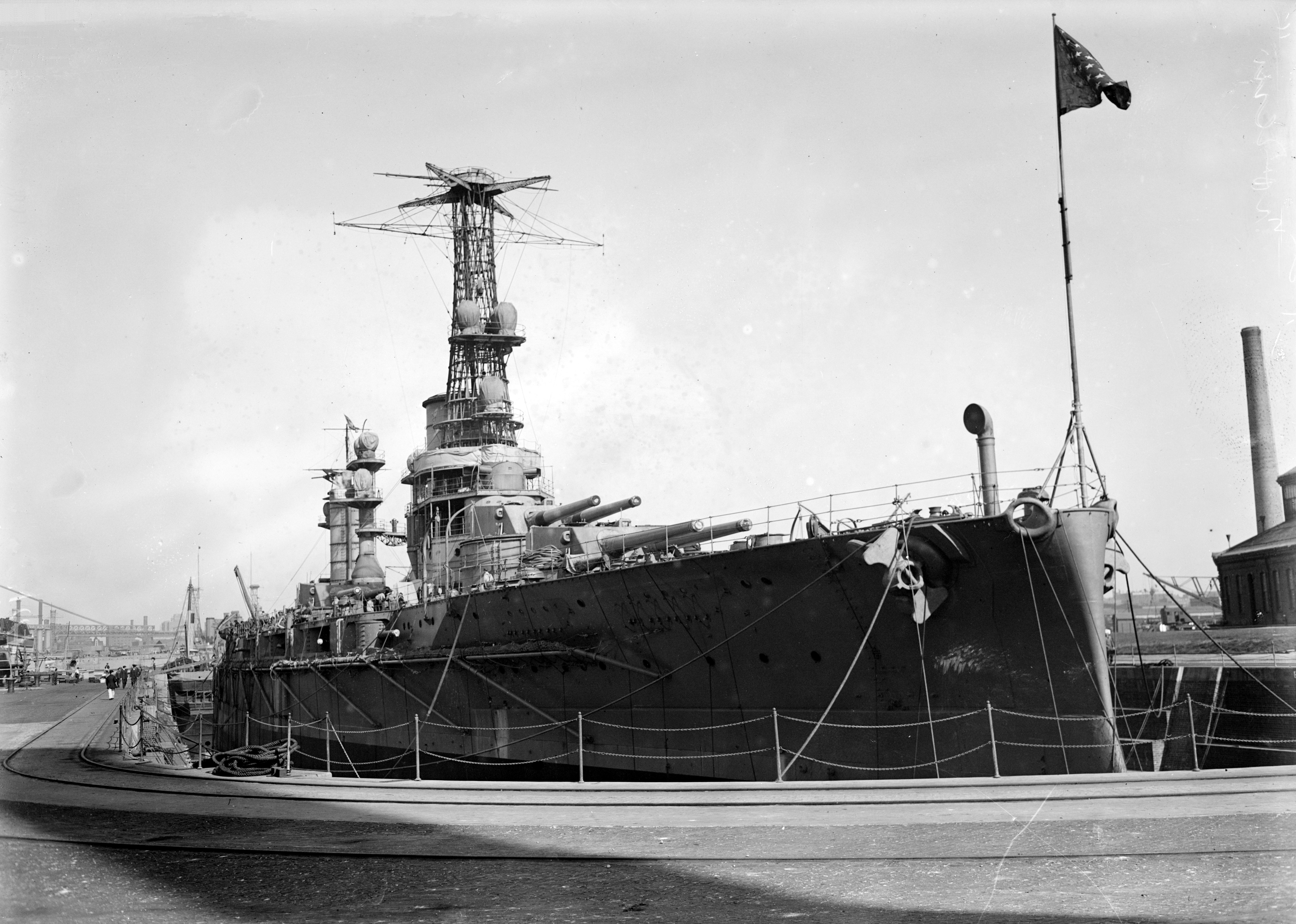
ブルックリン海軍工廠の乾ドックで塗装中のモレノ、1914年10月。

アルゼンチン政府との契約では、ブラジル政府が契約通りに3隻目の弩級戦艦を注文した場合、アルゼンチン政府に3隻目の弩級戦艦を取得する権利が定められている。ラ・プレンサとラ・アルヘンティーナの2紙は3隻目の取得を強く支持、ラ・アルヘンティーナは新しい戦艦のための募金を始めたほどであった。アメリカ駐アルゼンチン特命全権公使チャールズ・ヒッチコック・シェリルは本国に電報を送り、「新聞の対抗により、市民寄付にしろ政府出資にしろ3隻目の戦艦に向けた運動は早期終結をみた」と述べた。1910年12月31日、建艦競争を終わらせるようブラジルに懇願していたロケ・サエンス・ペニャがアルゼンチン大統領に当選すると、アルゼンチン政府は建艦を否決した。さらに、アルゼンチンの3隻目の弩級戦艦の仮想敵となっているブラジルの3隻目の弩級戦艦はすでに数回キャンセルされていた。
1906年バルパライソ地震と1907年の硝酸塩価格暴落により経済衰退に陥ったチリでは建艦計画に遅延が生じたが、宿敵のアルゼンチンが弩級戦艦を購入したためチリの建艦計画は完全には停止しなかった。アルゼンチンは主にブラジルに注目していたが、チリはアルゼンチンのほかペルーの軍拡にも注目した。
チリでは1910年に海軍建艦計画に予算がついた。チリ政府は数社からの入札を受けたが、予想ではイギリスの会社が落札する可能性が極めて高いとしていた。アメリカの駐在武官は革命でもおきない限り契約はイギリスの手中にあるだろうとの意見を述べた。チリ海軍は1830年代よりイギリス海軍と緊密な関係を保ち、チリの海軍士官はイギリス船に乗船して訓練を受けつつ経験を積んだ後に本国に貢献することができた。この関係は1911年にチリがイギリス海軍の派遣団を求め、イギリスもそれに応じたことで継続した。それでも、米独政府はそれぞれ戦艦デラウェアと巡洋戦艦フォン・デア・タンをチリに派遣してチリ政府を動かそうとしたが、この努力は失敗に終わり、イギリスのアームストロング社は1911年7月25日に落札した。

### その他の海軍
アルゼンチン、ブラジル、チリ以外の南米諸国は資源も大型軍艦の操縦経験も足りず、競争に加入できる立場になかった。ペルー海軍は南米で4位の規模だったが、1879年から1883年までの対チリ太平洋戦争の海戦で大敗していた。ペルー政府が新しい軍艦を注文するまで20年を要した。例えば、アルミランテ・グラウ級偵察巡洋艦のアルミランテ・グラウとコロネル・ボロネーシはそれぞれ1906年と1907年に完成した。ほかにはフランスから潜水艦2隻と駆逐艦1隻を購入していた。アルミランテ・グラウは艦隊の旗艦だったが、より強力な軍艦が購入されるまでの中継ぎであり、コロネル・ボロネーシとともに現代海軍の「先駆」となった。Proceedings誌は1905年にこの新しい海軍は9年間と700万ドルの出費をかけて、スウィフトシュア級戦艦のような前弩級戦艦3隻、装甲巡洋艦3隻、駆逐艦6隻、そして数多くの小型軍艦で構成すると報じた。
ペルーの計画が現実になることはなかった。計画の実施に最も近いのは1912年にペルー海軍がフランスの装甲巡洋艦デュピュイ・ド・ローム（1895年就役の旧式艦）を300万フランで購入する合意をとりつけたときで、3回の分割払いのうちペルーは1回目を支払った。しかし、ペルー本国ではデュピュイ・ド・ロームを購入してもチリとの実力差を埋めることにはならないことが批判され、さらにエクアドルの巡洋艦購入計画が倒れると、ペルーは支払いを停止した。デュピュイ・ド・ロームは商船に改造され、1923年に解体された。
同時期にはほかの南米諸国の海軍も小型艦船を追加した。例えば、ウルグアイ海軍は1910年に排水量1,400ロングトンの砲艦を取得、ベネズエラ海軍は1912年に防護巡洋艦マリスカル・スクレ（米西戦争で米国に拿捕、編入されたスペイン船）を米国から購入した。エクアドル海軍は当時排水量約800ロングトンの通報艦2隻、小型汽動船2隻、小型海防戦艦1隻を有していたが、1907年にチリの水雷艇1隻を取得した。

## 新型軍艦の建造と試験

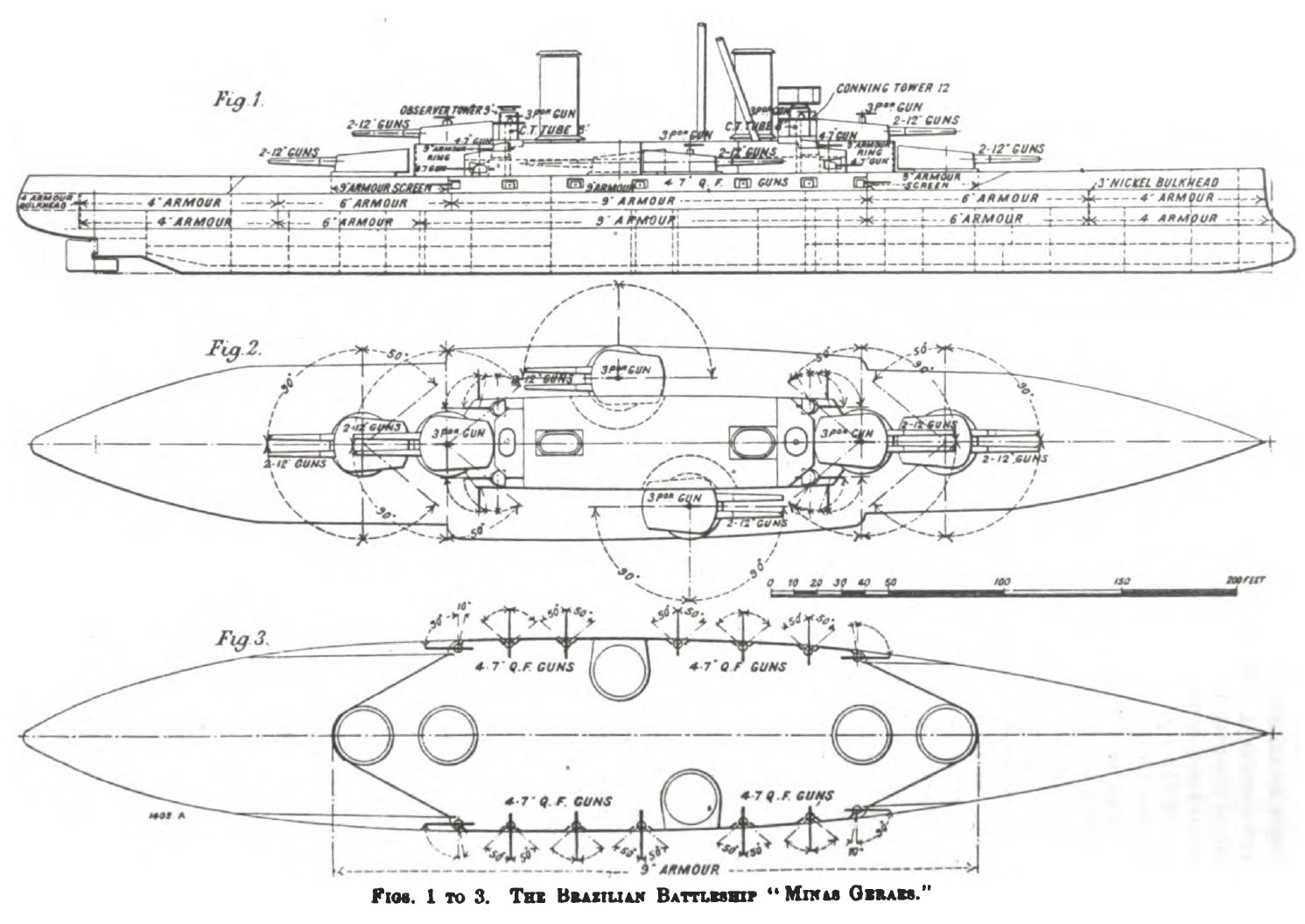
ミナス・ジェラエス級戦艦の設計図。上は部品の大きさ、真ん中は主砲列の理論上の旋回範囲、下は副砲の理論上の旋回範囲を示す。

ブラジルのミナス・ジェラエス級戦艦のリードシップであるミナス・ジェラエスは1907年4月17日にアームストロング社により起工、姉妹船のサン・パウロも13日後にヴィッカース社により起工した。ミナス・ジェラエスの進水に必要な、部分的に完成した船体は5か月間のストライキにより、進水が1908年9月10日に延期された。その後、サン・パウロも1909年4月19日に進水した。2隻とも大勢の人が見守る中、ブラジル駐イギリス大使のフランシスコ・レジス・デ・オリヴェリラ（Francisco Régis de Oliveira）の妻によって命名された。艤装の後、速度、耐久、武器などを試すための海上公試がミナス・ジェラエスを検体として9月に複数回行われた。この海上公試では史上最大規模の軍艦による舷側砲斉射が行われた。ミナス・ジェラエスはその後、完成して1910年1月5日にブラジルに引き渡された。海上公試は上部の背負い式砲塔からの砲撃が下部砲塔の人員に爆傷を負わせないことを証明した。船自体は27,212指示馬力（indicated horsepower）から21.432ノットの速度を出すことに成功した。サン・パウロも1910年5月末の海上公試の後、7月にブラジルに引き渡された。サン・パウロの海上公試では28.645指示馬力から21.623ノットの速度を出した。
アルゼンチンの戦艦リバダビアはフォアリバー造船所のマサチューセッツ造船所で建造された。最終的な契約で定められたように、戦艦モレノの建造はニュージャージー州のニューヨーク造船会社に下請けに出された。建艦に必要な鋼鉄は主にペンシルベニア州のベスレヘム・スチール社から供給された。リバダビアはアルゼンチン初の独立政府であるプリメラ・フンタが設立されてからちょうど100年経った1910年5月25日に起工、1911年8月26日に進水した。モレノは1910年7月23日に起工、1911年9月23日に進水した。2隻とも建造に通常より時間がかかり、さらに海上公試でリバダビアの原動機の1つが損傷、モレノの原動機の1つが壊れたため更なる遅延が生じた。結局、リバダビアは1914年12月に、モレノは1915年2月にようやく正式に完成した。モレノの出港にも事故に見舞われ、艀1隻が沈み、モレノが2回も座礁してしまった。
チリのアルミランテ・ラトーレは1913年11月27日に進水した。ヨーロッパで第一次世界大戦が勃発すると、アルミランテ・ラトーレの建設も1914年8月に中止、9月5日にはアスキス内閣が同艦の購入を推薦、9日にそれが行われた。チリがイギリスとの「友好的中立」を維持したため、同じくイギリス製でオスマン帝国のレシャディエとスルタン・オスマン1世（元はブラジルのリオデジャネイロ号になる予定だった）と違って強制接収はされなかった。イギリスがチリとの友好を維持するのは、軍備産業に必要な硝酸塩をチリから輸入する必要があるためだった。それまでアームストロング社が建造した最大の艦船であったアルミランテ・ラトーレは1915年9月30日に完成、10月15日にイギリス海軍に編入され、そのまま第一次世界大戦に参加した。もう1隻の戦艦アルミランテ・コクラン（Almirante Cochrane）の建造は開戦とともに中止、未完成の船体は1918年2月28日にイギリスが購入して航空母艦に転用された。これは当時使える大型船体のうち、航空母艦に転用するのに大規模な改造を必要としないものがアルミランテ・コクランのものしかなかったためであった。しかし建造の優先度は低く、労使紛争もあって完成が遅れ、1924年にようやくイーグルとしてイギリス海軍に編入された。

## ブラジルの反撃

### リオデジャネイロ号
ブラジルの1隻目の弩級戦艦であるミナス・ジェラエスが進水すると、ブラジル政府は経済的、そして政治的理由から3隻目の弩級戦艦を契約から取り除くよう働きかけるようになった。政治的な理由とは、アルゼンチンとの関係改善、そしてチバタの反乱の2つだった。アームストロング社はブラジル政府に契約を守らせようとしており、債券の利子率が下がったことでブラジル政府が資金を借りやすくなったこともあって、ブラジルは要求を取り下げた。リオデジャネイロは1910年3月にはじめて起工した。
5月、ブラジル政府はアームストロング社にリオデジャネイロの建造を止め、最新型の超弩級戦艦の技術を取り入れた新設計を提出することを要求した。ユースタス・テニソン＝ダインコートがアームストロング社の駐ブラジル代表を務めた。1911年のブリタニカ百科事典第11版では新設計を全長655フィート、重量32,000ロングトンで14インチ砲を12門積載して、合計300万ポンド近くかかるものとした。ブラジル海軍が多くの細かい変更を要求したことにより、契約の締結が1910年10月10日までずれ込み、さらに造船工の名誉組合との労使紛争により一時ロックアウトに発展し、起工が遅れた。その間にブラジル海軍大臣がジョアキン・マルケス・バティスタ・デ・レオン提督に変わったが、これは建艦計画に大きな影響を及ぼした。というのも、契約は新設計に新任の海軍大臣の許可が必要であると定めており、デ・レオンなどは12インチ砲への回帰を主張、一方前任のデ・アレンカルやドゥアルテ・ウエト・デ・バセラル・ピント・ゲデス（ブラジル海軍駐イギリス代表団の団長）などは最大級の武装を主張した。例えば、バセラルの設計では16インチ砲8門、9.4インチ砲6門、6インチ砲14門を搭載した。
契約が締結された直後の1910年10月にブラジルを発ったダインコートは1911年3月に戻り、ブラジル海軍に設計案を示した。アームストロング社がデ・アレンカルやバセラルの主張が通ると考えたため、ダインコートはバセラルの設計に基づく契約に必要なものを全て持っていった。3月中旬、アームストロング社はレオンが直近に当選した大統領エルメス・ロドリゲス・ダ・フォンセカを説得して、14インチ砲12門を採用した設計を破棄してより小型な設計を採用させたとの報せをブラジルから受けた。しかし、レオンの説得のみが原因ではなかった。1910年11月、ブラジル海軍は新しく購入した軍艦3隻とより古い海防戦艦1隻で反乱を起こして海軍における体罰への反対を訴え（チバタの反乱）、ダ・フォンセカはすでにこの反乱に手を焼いていた。
さらに、経済が悪化している上に弩級戦艦の支出と借款の支払いにより、政府の財政赤字も公債も増えた。ブラジルの1人あたり国内総生産は1905年の718ドルから1911年の836ドルに増えた後、1914年の780ドルまで減らした（いずれも1990年時点のGKドル準拠）。ブラジルの国内総生産が完全に回復したのは第一次世界大戦戦後のことだった。一方、ブラジルの外債が5億ドルに、内債が3.35億ドルに増えた（1913年時点、当時の米ドル準拠）。これは政府の財政赤字が1908年の2,200万ドルから1912年の4,700万ドルに増えたことが一因となっている。5月、ダ・フォンセカ大統領は新しい艦船を批判した：
私は就任したとき、私の前任が重さ32,000トン、14インチ砲を装備した戦艦リオデジャネイロの建造契約を締結したことを発見した。どのような検討でもこのような艦船の獲得が迷惑であることと、トン数を減らすという形で契約を改訂すべきことを指していた。契約の改訂は行われ、私たちは経験則に従わない誇張された言葉に基づかない、強力な艦船を保有するだろう。
ダインコートはおそらく政治情勢を鑑みて、16インチ砲を含む設計を提示しなかった。レオンとの会議において、舷側砲がミナス・ジェラエス級のそれと同じだったが中央に12インチ砲10門しかない設計はすぐに却下され、一方中央に少なくとも12インチ砲14門を有する設計は受け入れられた。デイヴィッド・トップリス（David Topliss）によると、これは政治上そうしなければならなかった。彼は海軍大臣がミナス・ジェラエス級よりも弱い弩級戦艦の購入を正当化できないと考え、より大型な大砲が選ばれないのであればより多数な大砲しかないと結論付けたのであった。

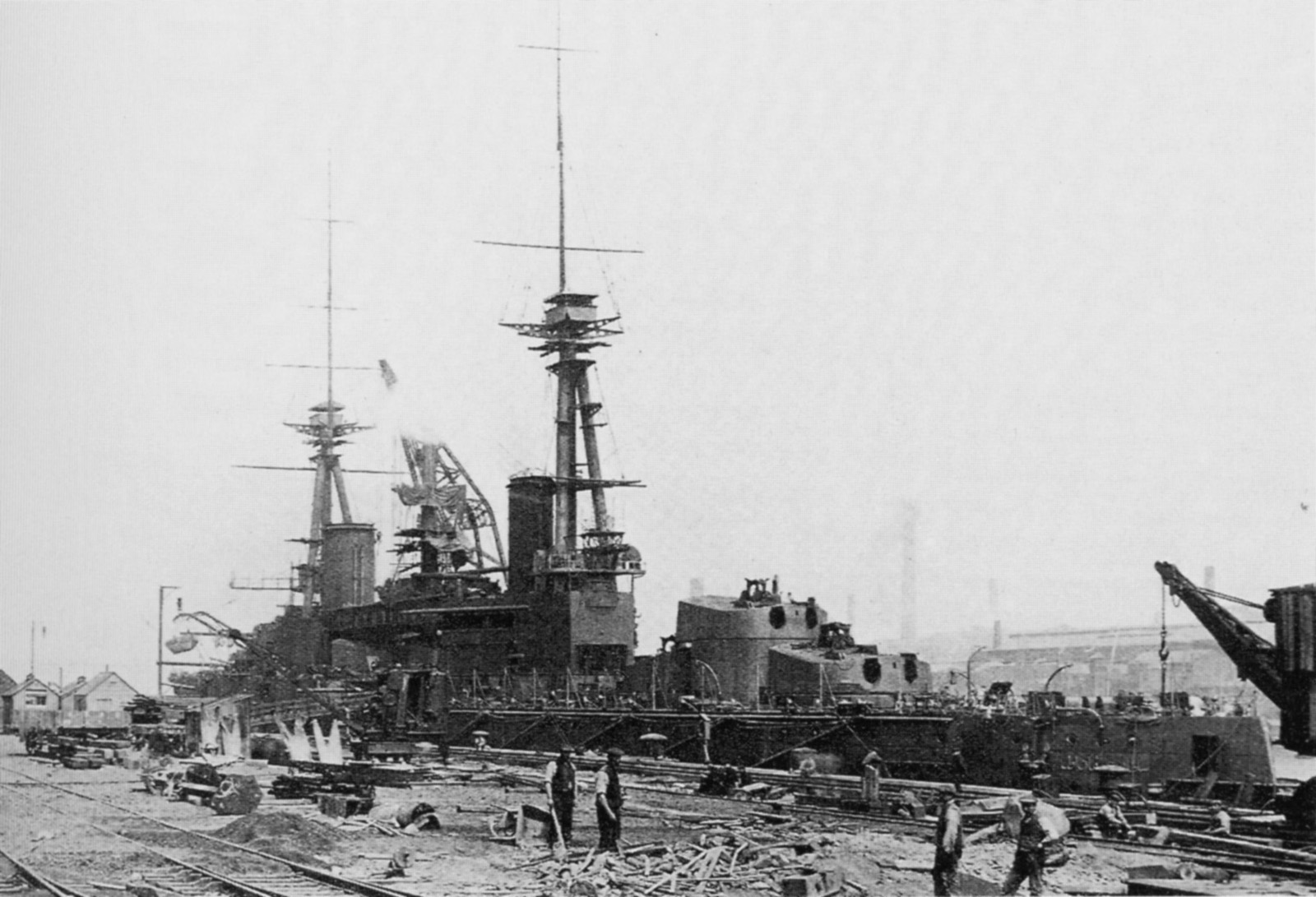
艤装中のスルタン・オスマン1世。元はリオデジャネイロという名前であり、後にエジンコートになる。

ブラジル海軍の多くの設計変更要求が受け入れたか拒否された後、12インチ砲14門を有する艦船を2,675,000ポンドで購入する契約が1911年6月3日に締結された。そして、リオデジャネイロは9月14日に4度目となる起工を行った。しかし、ブラジル政府が決定を再考するまでに時間がかからず、1912年中には14インチ砲を有する戦艦が建造されるようになり、リオデジャネイロは完成時点で旧式艦になってしまう可能性が出てきた。さらに、1913年8月に第二次バルカン戦争が終結してヨーロッパが不況に陥ると、ブラジルは外国からの借款を得にくくなった。同時期にはイギリスがアジアでゴムのプランテーションを建設してブラジルのゴム独占を崩し、コーヒー豆の価格も2割下がり、ブラジルのゴムとコーヒー豆輸出が同時に崩壊した。ブラジルのコーヒー豆輸出は1912年と1913年の間に12.5%下落、ゴムも25%と36.6%下落した。ブラジル海軍は後にリオデジャネイロの売却を正当化するために、2種類の戦艦を保有すると主張した。すなわち、12インチ砲を有するミナス・ジェラエス級戦艦2隻と、15インチ砲を有する戦艦2隻である。
アームストロング社は12インチ砲を15インチ砲7門に置き換える可能性を調べたが、ブラジルはおそらくすでに売却を試みていた。第一次世界大戦直前の緊張した情勢ではロシア、イタリア、ギリシャ、オスマン帝国など多くの国が購入に前向きであり、ロシアはすぐに脱落したがイタリアとそのライバルであるギリシャとオスマン帝国は興味を持った。一時はイタリアが購入するとも思われたが、フランスは仮想敵国のイタリアに購入されるくらいならと、ギリシャによる購入を支持した。ギリシャ政府は元の価格に5万ポンドを上乗せした価格を提示したが、ギリシャが頭金を集めている最中、オスマン帝国も提案をした。
オスマン帝国はブラジルのリオデジャネイロを獲得する代償として戦艦レシャディエに金銭を追加して交換することを提案したが、ブラジル政府は購入のみ受け付けるとしてオスマン帝国の提案を拒否した。オスマン帝国は資金が不足しており、借款を余儀なくされた。オスマン帝国にとって幸いなことに、政府から独立して行動するというフランスの銀行家から借款を確保することができた。これにより、オスマン海軍は1913年12月29日に120万ポンドでリオデジャネイロを購入した。購入契約では残りの工程にオスマン帝国からの2,340,000ポンドを充てるとした。リオデジャネイロは「スルタン・オスマン1世」に改名されたが、第一次世界大戦が開戦するとイギリスに接収され、「エジンコート」としてイギリス海軍に編入された。
アルゼンチン政府は1912年10月に、リオデジャネイロが完成してブラジルに引き渡されることを条件に3隻目の弩級戦艦の購入を許可したが、リオデジャネイロは結局完成しなかった。

### リアシュエロ
ブラジル政府はリオデジャネイロを売却した後、アームストロング社とヴィッカース社に新しい戦艦の設計を準備するよう求めた。このことはブラジルの海軍連盟（Liga Maritima）に強く支持された。アームストロング社はブラジルからの更なる支払いなく建艦することに同意した。ヴィッカースは1913年12月から1914年3月にかけて設計案を6件提出、アームストロング社も1914年2月に8件提出した。ヴィッカース社の設計では15インチ砲が8から10門、16インチ砲が8門で、排水量は26,000から30,500トンであり、速度は22から25ノットである（より遅い船は混焼で、より速い船は石油を使用した）。アームストロング社は15インチ砲8門と10門という2つの基本設計に速度と燃料を変更して8件の設計を作った。
多くの二次出典はブラジルが戦艦を注文したことに言及せず、Conway's All the World's Fighting Shipsという軍艦の百科事典では「ブラジルは4つの設計から選ばなかった」とまで言及した。ブラジル政府はデザイン781（Design 781）と名付けられた設計を選んだ。この設計は当時イギリスが建造していたクイーン・エリザベス級戦艦とリヴェンジ級戦艦にもみられる特徴を有していた。1914年5月12日、ブラジルはこの設計を採用する軍艦1隻を注文、アームストロング社のエルスウィック造船所で建造するとした。予定の起工日は9月10日で、原材料も一部準備されたが、1914年8月に第一次世界大戦が勃発したことで計画が遅れた。結局、リアシュエロの建設は1915年1月14日に正式に中止、5月13日には完全に取り消された。

## 政情不安

### ブラジル海軍反乱

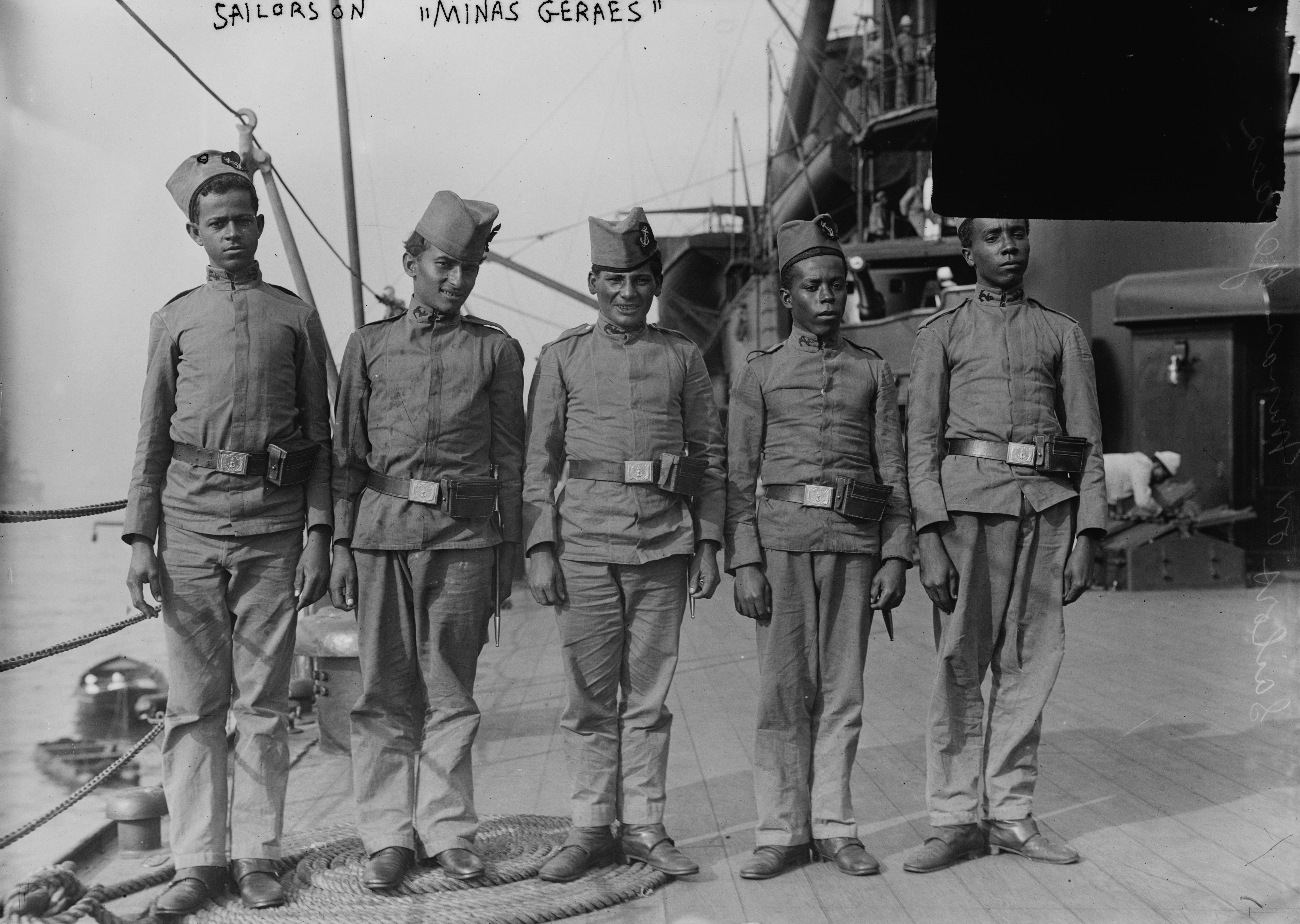
ミナス・ジェラエスに乗船していたパルドとプレトの海員。

1910年11月末、後に「チバタの反乱」と呼ばれる大規模な海軍反乱がリオデジャネイロで勃発した。反乱の背景には海軍士官の大半が白人であるのに対し、一般海員が黒人かムラートで構成されたことがある。リオ・ブランコ男爵によると、「私たちは海員と兵士の徴募に、都会の密集地のくず、最も卑俗で無価値な奴を準備もさせずに乗船させた。元奴隷と奴隷の息子たちが船員になり、その大半が肌の黒い人かムラートだった」という。
このように強制徴募がある上、軽い規律違反でも体罰が使われたことにより、黒人船員と白人士官の関係は良くいってもさめているものだった。ミナス・ジェラエスの船員は1910年には反乱を計画するようになり、経験豊富な海員ジョアン・カンディド・フェリスベルトを首領に選んだ。しかし、反乱は参加者の間の意見不一致により数度延期された。11月13日の会議では革命派が大統領の就任日である11月15日に反乱を起こすことを主張したが、もう1人の首領であるフランシスコ・ディアス・マルチンス（Francisco Dias Martins）は反乱が政治制度全体に対するものとみられるとして、反乱自体の訴えが影薄くなると主張して革命派を説得した。そして、反乱の直接的な原因は1910年11月21日にアフリカ系ブラジル人海員マルセリノ・ロドリゲス・メネセス（Marcelino Rodrigues Menezes）が不服従で250回もむち打ちされたことだった。ブラジル政府からの立会人で元海軍軍人のジョゼ・カルロス・デ・カルヴァーリョは海員の背中が「塩漬けのために切り開かれたボラ」のようであると述べた。
反乱は11月22日の午後10時頃、ミナス・ジェラエスの船上で始まり、船の指揮官と反乱しなかった海員数人が殺害された。直後、サン・パウロ、新しい巡洋艦のバイーア、海防戦艦デオドロ、機雷敷設艦レプブリカ（República）、航海練習船ベンジャミン・コンスタント（Benjamin Constant）、水雷艇タモイオ（Tamoio）とチンビラ（Timbira）も反乱した。このうち、ミナス・ジェラエス、サン・パウロ、バイーアは数か月前に完成して就役したばかりであり、デオドロは12年前に完成したが直近に改修されたばかりだった。それ以外の小型軍艦の海員は反乱者の2%しか占めておらず、一部は反乱が勃発した後により大型な軍艦に移った。
政府側に留まった軍艦は旧式の巡洋艦アルミランテ・バロソ（Almirante Barroso）、バイーアの姉妹船リオ・グランデ・ド・スル、新型のパラ級駆逐艦8隻だった。しかし、これらの軍艦の船員も流動的な状態にあった。当時リオデジャネイロにいた海軍軍人の半分近くが反乱している状態では政府側に留まった軍人も疑わしく見えたのであった。この疑惑も全くのデマではなく、政府側に留まった軍艦の無線電信技手は反乱軍に行動計画を横流ししていた。疑惑が付きまとった結果、政府側に留まった軍艦では徴集された海員の人数が最低限に減らされ、直接戦闘に参加する位置は全て士官で埋められた。さらに駆逐艦の魚雷など補給の問題もある。魚雷は雷管なしでは発射できないが、雷管はあるべき場所になく、ようやく発見されて配備されるも駆逐艦の新型魚雷とはサイズが合わず使えなかった。結局雷管が正しく配備されるのは反乱から48時間後のことだった。
フェリスベルトらは海軍における「奴隷制度」、特にヨーロッパ諸国ですでに廃止されていたむち打ちの廃止を要求した。海軍士官と大統領は恩赦に強く反対、反乱軍側の軍艦に攻撃する計画を立てたが、議会では多くの代議士が恩赦を支持した。その後の3日間、議会は上下院ともに上院議員ルイ・バルボサの主導のもと、反乱軍全員に恩赦を与えることと、体罰の廃止を議決した。
反乱の後、ミナス・ジェラエスとサン・パウロは大砲の遊底が外されて武装解除された。その後、さらなる反乱を恐れて海軍がほぼ操業できない状態に陥ったため、大統領、バルボサ、リオ・ブランコ男爵など多くの政治家、ジョルナル・ド・コンメルシオ紙の編集長などは新しい艦船の運用を疑問視して、外国への売却を支持するようになった。イギリス駐ブラジル特命全権公使のウィリアム・H・D・ハガードはリオ・ブランコ男爵の転向について、「これは購入の決定に責任がある男、購入を自身の政策の申し子とみていた男にしては驚くべき降参である」と述べた。恩赦法案の議決直前、ルイ・バルボサは軍艦購入の反対論を演説した：
結論として、私たちが陥った苦々しい状況から学べる2つの重大な教訓を指摘しましょう。1つ目は軍政が国を戦争の浮沈から救うのに民政より1ミリたりとも勇ましいことはなく、資源がより多いこともない。2つ目は大規模な軍備政策はアメリカ大陸での居場所がないことである。少なくとも、わが国とわが国の周りの国々が望み、喜ぶべき政策は貿易関係の発展で国際間のつながりを強化、アメリカ諸国民の平和と友好につながる政策である。

これに関して、ブラジルの経験は決定的である。これまでの20年間、わが国の国防を強化するのに費やした力は結局、度重なる反乱の試みでわが身に跳ね返った。国際戦争がわが共和国を巻き込んだことはまだなく、一方内戦は数度巻き込んでおり、（反乱者は）外的からわが国を守るために準備した武器を使用した。これらの危険でばかけた武器を捨てて、わが隣人との公平な関係で国際平和を守りましょう。すくなくとも、アメリカ大陸においては「平和艦隊」を維持する必要はありません。平和艦隊は、ヨーロッパ諸国の急所を常に脅かしている憎むべき癌である。

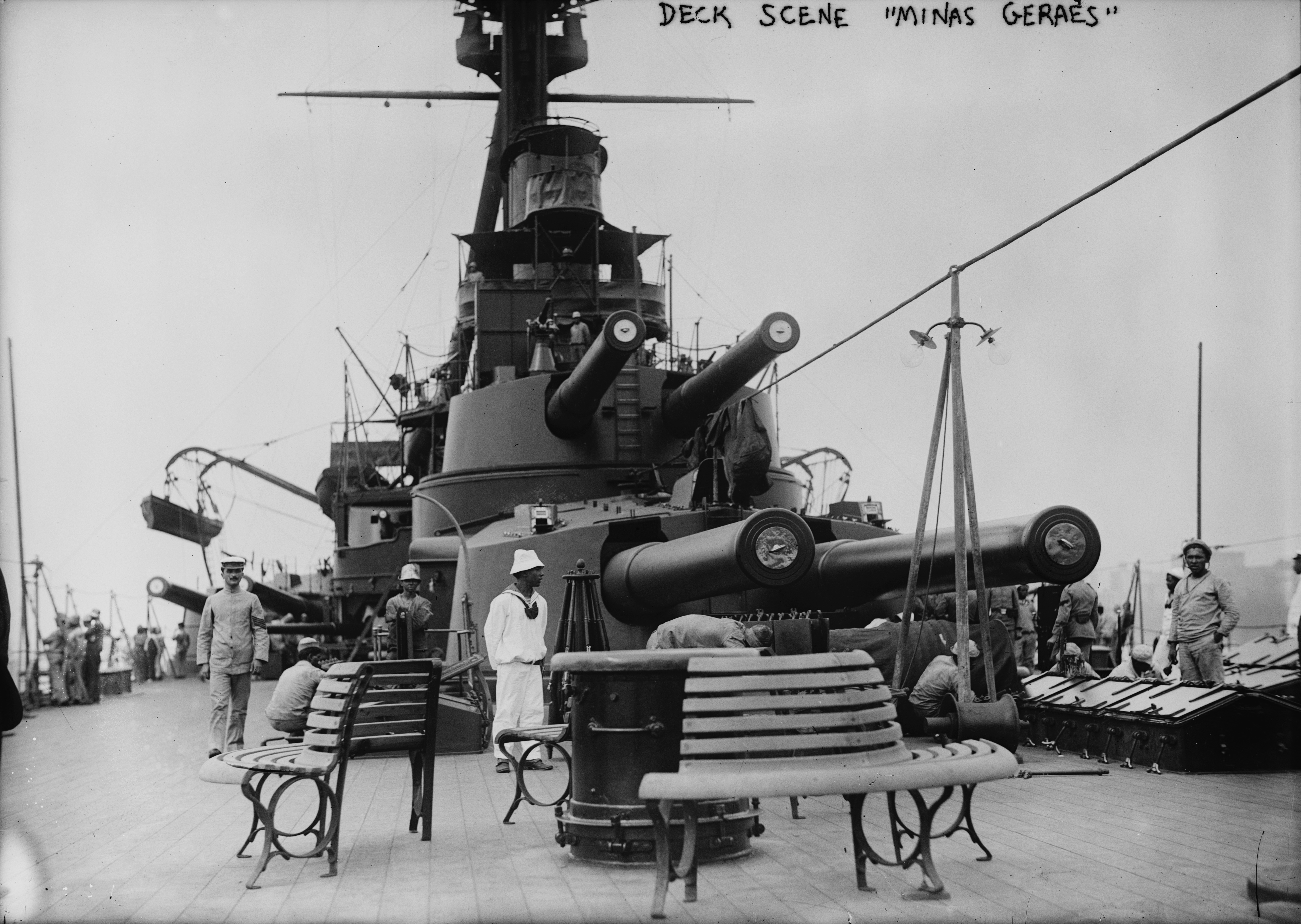
船尾からみるミナス・ジェラエス。

結果的には大統領と内閣は政治的に不利であると恐れて艦船の売却を拒否した。これは世論が艦船を処分して、その代金でブラジルの川を通れるより小型な軍艦を購入することで合意したにもかかわらずである。バルボサが反乱が集結する前に演説で「冷酷な軍政」と政府を批判したことも大統領を警戒させた。それでもブラジルがアームストロング社に3隻目の弩級戦艦の工事を止めさせたことで、アルゼンチン政府も3隻目の弩級戦艦を建造しなかった。米国駐ブラジル大使は本国への電報でブラジルの南米における海軍覇権の望みが潰えたと報告した。
ミナス・ジェラエスはブラジルの手に残ったが、反乱は明らかにブラジル海軍の戦闘準備を乱した。1912年、アームストロング社の代表は軍艦の状態がひどく、砲塔やボイラーが錆び始めていたという。同代表はブラジル海軍がこれらの問題に対処するには約70万ポンドが必要とした。ハガードは「これらの船はブラジルにとって全くの無用である」と簡潔に述べ、Proceedings誌も同様の見解を表明した。政府はこのときはミナス・ジェライス級戦艦2隻の売却を拒否、リオデジャネイロの購入を支持したが、後にリオデジャネイロをオスマン帝国に売却した（売却の決定は1913年1月になされた可能性があり、遅くとも9月までになされた）。一部の歴史家は売却の理由をチバタの反乱と1912年のリオ・ブランコ男爵の死に帰した。

### 売却の試み
リオデジャネイロがオスマン帝国に売却された後、アルゼンチン政府は世論に屈して、弩級戦艦2隻の売却先を探し始めた。売却で得た資金は内政に回す予定だった。戦艦の売却議案は1914年中にアルゼンチン議会に提出されたが、その議決では敗北した。英独政府ともにアルゼンチン戦艦が敵国に売却されたことを恐れ、購入に興味を持った国は露墺伊に加えてオスマン帝国とギリシャ王国の5か国だった。うち、ギリシャが興味を示したのはオスマン帝国のリオデジャネイロ購入への危機感によるものだった。

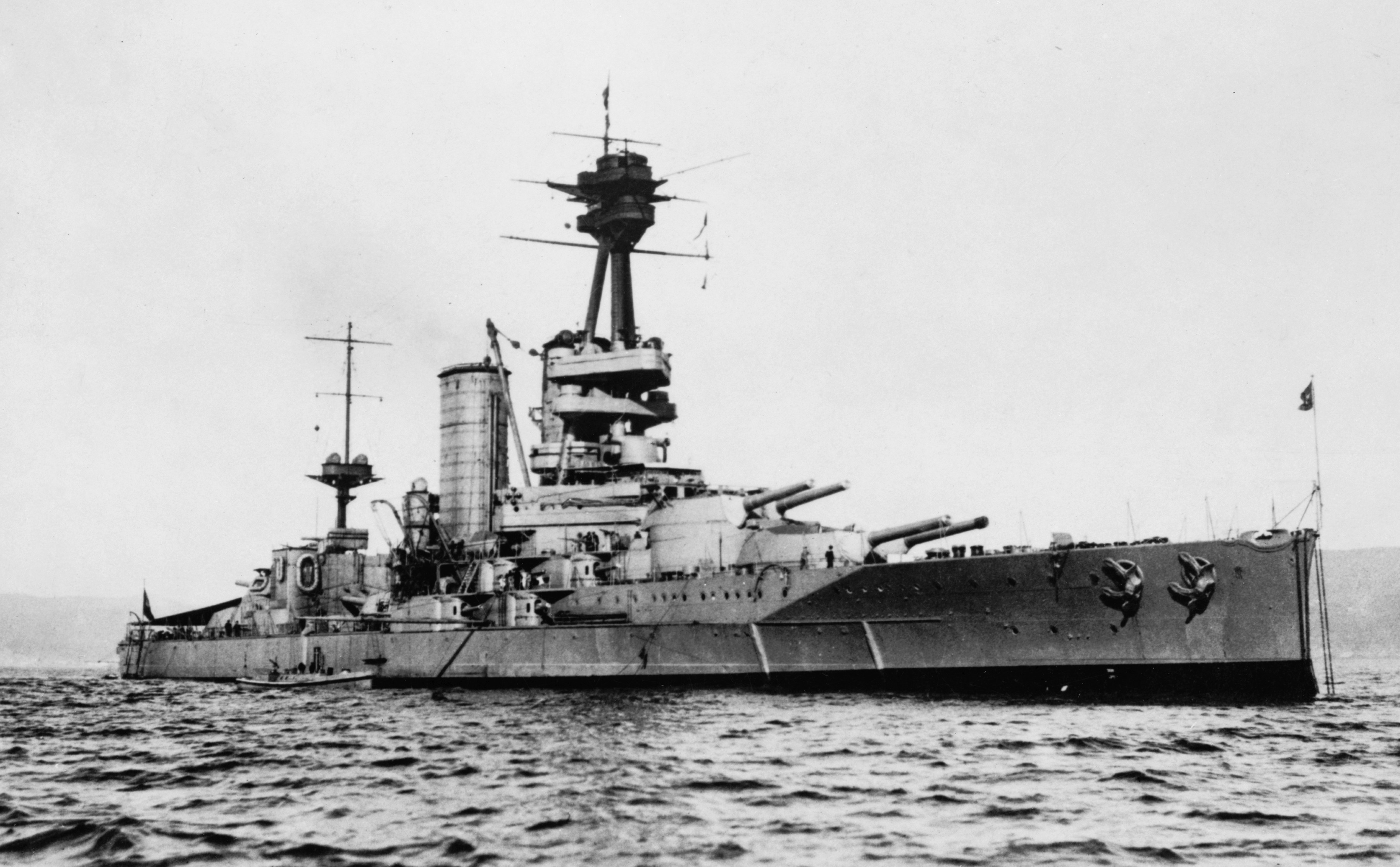
チリのアルミランテ・ラトーレ、1921年12月撮影。

ニューヨーク・トリビューンは4月末の報道でアルゼンチン政府がギリシャからの1,750万ドルでモレノのみを購入するとの提案を拒否した。建造に要した支出が1,200万ドルだったため、もし成立した場合はアルゼンチン政府の大きな収益になっていた。米国は自身の中立が守られず、また自身の技術が外国に研究されることを恐れてアルゼンチン政府に売却しないよう圧力をかけ、アルゼンチンが屈した形となった。また1913年末と1914年初にはギリシャがオスマン帝国のリオデジャネイロ購入に対抗してチリの1隻目の弩級戦艦を購入すると報じられ、チリ国内でも弩級戦艦を1隻または2隻とも売却するとの世論が盛り上がってきたが、結局売却はされなかった。
南アメリカの建艦競争に参加した全ての国で弩級戦艦を売却して、その収益をより有用なものに使う動きが出た。弩級戦艦に必要な支出は巨大であり、ブラジルの新聞は弩級戦艦3隻の初期購入コストを3,125マイルの線路か、農家30,300軒のコストと同等とした。海軍史家ロバート・シェイナ（Robert Scheina）は弾薬（605,520ポンド）とドック改修工事（832,000ポンド）の支出を除く戦艦の支出を6,110,100ポンドとした。さらにミナス・ジェラエスとサン・パウロの就役から5年間の維持費が初期費用の約6割に上った。リバダビア級戦艦2隻はアルゼンチン政府の歳入の約2割を費やし、これにさらに維持費を足す必要がある。歴史家のロバート・マッシーはこの数字を四捨五入して、各国政府の歳入の4分の1を占めるとした。
最初に建艦競争を激化させた民族主義の感情も経済衰退により減退、世論は国内への投資に傾くようになった。アメリカ駐チリ特命全権公使ヘンリー・プレイザー・フレッチャーは国務長官ウィリアム・ジェニングス・ブライアンに対し、「海軍の競争が1910年に始まって以来、当時すでにそれほど良くはなかった財政状況は悪化した。最後の支払いが近づくにつれて、これらの国は戦艦よりもお金が必要であると感じるようになった」と述べた。

## 第一次世界大戦後の軍備拡張

### ブラジル
第一次世界大戦により、南米諸国は突如追加の軍艦を購入する手段を失い、建艦競争はなし崩しに終結した。戦後も建艦競争が再開されることはなかったが、アルゼンチン、ブラジル、チリ3国の政府は多くの海軍拡張や改善計画を提案した。
ブラジルは1918年から1926年まで、ミナス・ジェラエスとサン・パウロ、そして1904年の計画で購入した巡洋艦バイーアとリオ・グランデ・ド・スルを現代化した。これら4隻は現代の海戦に適さないため改修は必須だった。ブラジル政府はサン・パウロを連合国の大艦隊に派遣しようとしたが、サン・パウロもミナス・ジェラエスも就役後に改修されたことはなく、現代の射撃管制などの必須装備を欠いたままだった。整備もほとんどなされず、サン・パウロが改修のためにニューヨークに向かったとき、ボイラー18基のうち14基が壊れており、ニューヨークまで向かうのにアメリカの戦艦ネブラスカと巡洋艦ローリーに頼る必要があった。バイーアとリオ・グランデ・ド・スルも復水器やボイラー・チューブが足りなかったため最高速度は18ノットしか出せなかったが、修理が終わると参戦した。
ブラジル海軍は1920年代と1930年代に軍艦を購入する計画を立てたが、元の計画より大幅に縮小したものだった。1924年の計画では重巡洋艦1隻、駆逐艦5隻、潜水艦5隻を購入する予定だった。同年に新しく到着した、カール・セオドア・ヴォーゲルゲザング海軍少将率いるアメリカの海軍使節団は排水量合計7万トンの戦艦、合計6万トンの巡洋艦、1万5千トンの駆逐艦、6千トンの潜水艦という海軍拡張計画を提出した。ワシントン海軍軍縮条約の交渉を終えたばかりのチャールズ・エヴァンズ・ヒューズ率いる国務省は建艦競争の再開を望まず、すぐに計画の阻止に動いた。結局、この時期のブラジルはイタリア製の潜水艦ウマイタを購入しただけに終わった。
1930年代、国際社会はブラジル海軍の艦船の大半が「旧式化」して、もはや「有効とみなされ」ないと考えるようになった。ミナス・ジェラエスは再び改修され、今度は1931年6月から1938年4月までリオデジャネイロ海軍工廠で改修された。サン・パウロにも改修計画が立てられたが、同艦の状況が悪くて放棄された。ブラジル政府は同時期にも米国海軍から巡洋艦を購入することを検討したが、ワシントン海軍軍縮条約とロンドン海軍軍縮条約で中古軍艦の他国への売却を制限されて失敗した。結局、ブラジルはイギリスから駆逐艦6隻を購入した。中継ぎとして米国から駆逐艦6隻を租借する計画が立てられたが、国際社会と米国当局に強く反対されたことで計画が放棄された。米国のマハン級駆逐艦に基づくマルシリオ・ディアス級駆逐艦3隻は機雷敷設艦6隻とともにブラジルで起工、いずれも1939年から1941年までの間に進水した。建設計画はどれも外国からの援助に頼り、戦争で遅延が生じたが、1944年までに9隻全て完成した。

### アルゼンチン
1920年代、アルゼンチン海軍の主な軍艦全てが旧式化していた。というのも、リバダビアとモレノを除く主要艦船全てが19世紀末に建設されたものだった。アルゼンチン政府はこの状況を認識して、南米における海軍の優位を維持すべく、1924年と1926年にリバダビアとモレノをそれぞれ米国に贈って改修させた。さらに、アルゼンチン議会は1926年に7,500万金ペソの予算を海軍建設計画に充てた。これによりアルゼンチンは巡洋艦3隻（イタリア製のベインティシンコ・デ・マヨ級重巡洋艦2隻とイギリス製のラ・アルヘンティーナ）、駆逐艦12隻（スペイン製のチュルカ級駆逐艦、イギリス製のメンドサ級駆逐艦とブエノスアイレス級駆逐艦）、潜水艦3隻（イタリア製のサンタ・フェ級潜水艦）を購入。米英日仏伊の五大海軍国と独ソに次ぐ世界8番目の規模の海軍となり、第二次世界大戦では戦争末期に形式的に連合国に加わるまでの間、中立国では最大規模の海軍を保有した。

### チリ
チリは1919年に艦船を探して艦隊の増強を図り、イギリスは多くの余剰船の提供を打診した。この行動はチリ海軍を南米地域最強の海軍にする試みであり、建艦競争の再来になりかねないので、近隣諸国の警戒を招いた。チリは戦前に注文した戦艦アルミランテ・ラトーレ（このときはイギリス艦カナダとしてイギリス海軍に就役している）とアルミランテ・コクラン（このときはイギリスの空母イーグルに転用されている）を求めたが、イーグルを空母から戦艦に戻すコストが高すぎた。その代わりとしてインヴィンシブル級巡洋戦艦2隻の購入が計画されたが、購入の秘密交渉がマスコミに漏れ、これら2隻の価値をめぐってチリ国内の世論が激高した。結局、チリは1920年4月にカナダと駆逐艦4隻という、1914年以前に注文したが第一次世界大戦勃発後にイギリスに購入された艦船を安値で買い戻したにすぎなかった。例えば、カナダの値段はわずか100万ポンドと、建造コストの半分以下だった。
その後の数年間、チリは引き続きイギリスから軍艦を購入した。例えば、駆逐艦6隻（セラーノ級駆逐艦）と潜水艦3隻（カピタン・オブリエン級潜水艦）を購入している。アルミランテ・ラトーレは1929年から1931年までイギリスのデヴォンポート海軍基地で改修された。しかし、経済衰退と1931年チリ海軍反乱によりアルミランテ・ラトーレは実質的に操業停止した。1930年代末、チリ政府はイギリス、イタリア、ドイツ、スウェーデンに排水量8,600ロングトンの巡洋艦の建設を打診したが、注文にはつながらなかった。さらに小型巡洋艦2隻の購入が計画されたが、第二次世界大戦開戦でそれもなくなった。真珠湾攻撃直後、米国はアルミランテ・ラトーレ、駆逐艦2隻、潜水母艦1隻の購入を打診した。これはチリ海軍が艦船を最高の状態に保っていると評判だったためとされるが、チリは売却を拒否した。

## 第二次世界大戦戦中と戦後
第二次世界大戦中も第一次世界大戦中と同じく、軍艦購入がほぼ不可能な状態だった。それが可能になったのは戦後に英米が余剰軍艦を処分しようとしたときだった。第二次世界大戦では戦艦が時代遅れであることが証明されたため、南米諸国の海軍は巡洋艦、駆逐艦、潜水艦を求めたが、フラワー級コルベットやリバー級フリゲート以上の大型艦の購入は政治的に難しく、状況が変わったのは赤狩りがアメリカと国際政治に強く影響するようになってからだった。そして、1949年の相互防衛援助法に基づき、米国は1951年1月に軽巡洋艦6隻をアルゼンチン、ブラジル、チリに売却した。これは米国の南米における同盟国の海軍を増強したが（米州相互援助条約に基づき米国の戦争を支援する必要があった）、海軍史家のロバート・シェイナは米国政府がこれを機にアルゼンチン、ブラジル、チリ間の海軍競争を介入した。米国の軽巡売却は3国の海軍の強さを同等にし、3国にそれを受け入れさせたのであった（アルゼンチンは戦前には自軍の軍艦数がブラジルとチリを足したものと同等にすべきと主張した）。
南米の弩級戦艦は戦後も引き続き就役した。米国海軍のオール・ハンズ誌は1948年の報道でサン・パウロとアルミランテ・ラトーレを除く全艦船が就役中で、アルミランテ・ラトーレは修理中でサン・パウロは廃艦となったと報じた。現代の巡洋艦、フリゲート、コルベットが導入されたことで、戦艦の多くが解体、売却された。ブラジル海軍は当時就役中の弩級戦艦のうち世界最古のものを有しており、1951年に解体のためにサン・パウロを売却したが、牽引中にアゾレス諸島の北で嵐に遭って沈没した。ミナス・ジェラエスも2年後売却され、1954年初にジェノヴァで解体された。アルゼンチンの弩級戦艦のうち、モレノは1957年に解体のために日本まで牽引され、リバダビアも1959年初にイタリアで解体された。アルミランテ・ラトーレは1951年にエンジン室が爆発した後、修理もなされずに放置されたが、1958年10月に廃艦となり、1959年にモレノとともに日本に向かった。
戦艦に代わる海軍の主力としてアルゼンチンとブラジルはイギリス製のコロッサス級航空母艦（アルゼンチン海軍の「インデペンデンシア」とその代艦の「ベインティシンコ・デ・マヨ」、ブラジル海軍の「ミナス・ジェライス」）を購入した。
それまでアルゼンチン、ブラジル、チリに海軍力で後塵を拝していたペルーは1950年代以降、イギリスのセイロン級軽巡洋艦2隻やオランダのデ・ロイテル級巡洋艦2隻を購入するなどの大規模な海軍拡張を続けて行い、戦艦を退役させて空母や軽巡洋艦が海軍の主力となっていたアルゼンチン、ブラジル、チリと同等の海軍を整備した。

## 参考文献

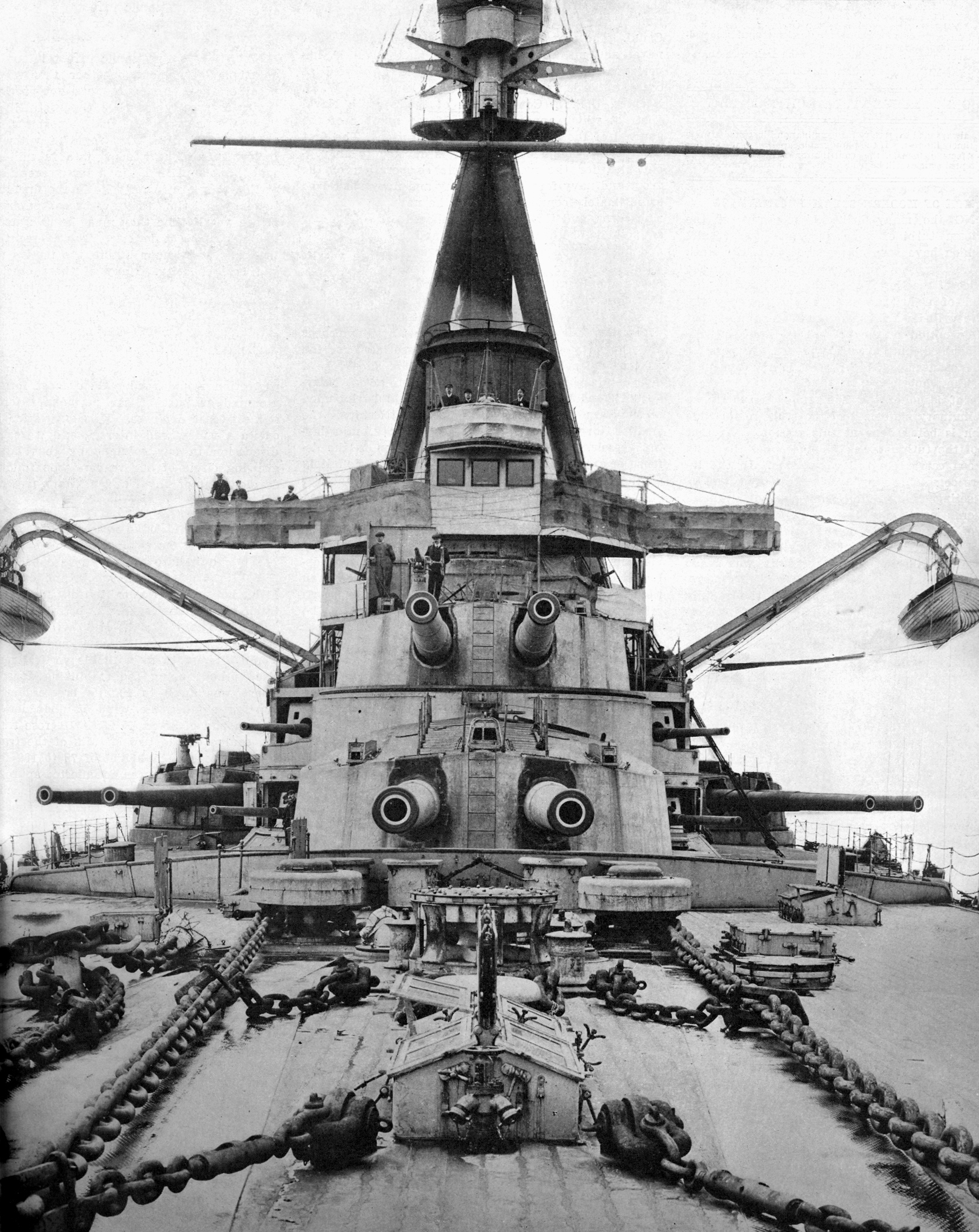
艦首からみたミナス・ジェラエス。砲塔は上部構造の両側にある。

## 建艦競争に関連する艦船
| 艦船 | 国                                         | 排水量                             | 主砲台                  | 造船会社                         | 起工日         | 進水日         | 完成日     | その後                                                                                       |
| --- | ------------------------------------------ | ---------------------------------- | ----------------------- | -------------------------------- | -------------- | -------------- | ---------- | -------------------------------------------------------------------------------------------- |
| ミナス・ジェラエス | ブラジル                                   | 18,976ロングトン(lt) 19,281トン(t) | 12インチ/45口径艦砲12門 | アームストロング・ホイットワース | 1907年4月17日  | 1908年9月10日  | 1910年1月  | 1954年初解体                                                                                 |
| サン・パウロ | ブラジル                                   | 18,803 lt/19,105 t                 | 12インチ/45口径艦砲12門 | ヴィッカース                     | 1907年4月30日  | 1909年4月19日  | 1910年7月  | 1951年11月、解体に向かう途中で沈没                                                           |
| リオデジャネイロ | ブラジル · オスマン帝国の旗 · イギリスの旗 | 27,410 lt/27,850 t                 | 12インチ/45口径艦砲14門 | アームストロング                 | 1911年9月14日  | 1913年1月22日  | 1914年8月  | 1913年、オスマン帝国が購入。1914年、「エジンコート」としてイギリスに接収される。1924年初解体 |
| リアシュエロ | ブラジル                                   | 30,000 lt/30,500 t                 | 15インチ/45口径艦砲8門  | アームストロング                 | –              | –              | –          | 第一次世界大戦勃発により建艦取り消し                                                         |
| リバダビア | アルゼンチンの旗                           | 27,500 lt/27,900 t                 | 12インチ/50口径艦砲12門 | フォアリバー                     | 1910年5月25日  | 1911年8月26日  | 1914年12月 | 1959年初解体                                                                                 |
| モレノ | アルゼンチンの旗                           | 27,500 lt/27,900 t                 | 12インチ/50口径艦砲12門 | フォアリバー                     | 1910年7月9日   | 1911年9月23日  | 1915年2月  | 1957年初解体                                                                                 |
| アルミランテ・ラトーレ | チリの旗 · イギリスの旗                    | 28,100 lt/28,600 t                 | 14インチ/45口径艦砲10門 | アームストロング                 | 1911年11月27日 | 1913年11月27日 | 1915年10月 | 1914年、「カナダ」としてイギリスが取得。1920年、チリが再取得。1959年初解体                   |
| アルミランテ・コクラン | チリの旗 · イギリスの旗                    | –                                  | –                       | アームストロング                 | 1913年2月20日  | 1918年6月8日   | 1924年2月  | 1914年、イギリスが取得。1918年、航空母艦に変更。1942年8月11日沈没                            |
| Key: ブラジル アルゼンチン チリ オスマン帝国 イギリス |                                            |                                    |                         |                                  |                |                |            |                                                                                              |
| 出典： Preston, "Great Britain," p. 38; Scheina, Naval History, pp. 321–322; Scheina, "Argentina," p. 401; Scheina, "Brazil," p. 404; Topliss, "Brazilian Dreadnoughts," pp. 249–251, 281–283, 286. |                                            |                                    |                         |                                  |                |                |            |                                                                                              |

### 書籍
- Breyer, Siegfried. Battleships and Battle Cruisers, 1905–1970. Translated by Alfred Kurti. Garden City, NY: Doubleday, 1973. OCLC 702840.
- Brook, Peter. Warships for Export: Armstrong Warships, 1867–1927. Gravesend, UK: World Ship Society, 1999. ISBN 0-905617-89-4. OCLC 43148897.
- Brown, David. "HMS Eagle." In Profile Warship, edited by Antony Preston, 249–72. Windsor, UK: Profile Publishing, 1973. OCLC 249286023.
- Budzbon, Przemysław. "Russia." In Gardiner and Gray, Conway's 1906–21, 291–325.
- Burt, R. A. British Battleships of World War One. Annapolis, MD: Naval Institute Press, 1986. ISBN 0-87021-863-8. OCLC 14224148
- Campbell, N.J.M. "Germany." In Gardiner and Gray, Conway's 1906–21, 134–89.
- Encyclopædia Britannica. 11th ed. 29 vols. Cambridge: Cambridge University Press, 1910–11.
- English, Adrian J. Armed Forces of Latin America. London: Jane's Publishing Inc., 1984. ISBN 0-7106-0321-5. OCLC 11537114.
- Feron, Luc. "The Cruiser Dupuy-de-Lôme." In Warship 2011, edited by John Jordan, 33–47. London: Conway, 2011. ISBN 1-84486-133-3. OCLC 748816436.
- Gardiner, Robert and Roger Chesneau, eds. Conway's All the World's Fighting Ships: 1922–1946. London: Conway Maritime Press, 1980. ISBN 0-85177-146-7. OCLC 7734153.
- Gardiner, Robert and Randal Gray, eds. Conway's All the World's Fighting Ships: 1906–1921. Annapolis, MD: Naval Institute Press, 1984. ISBN 0-87021-907-3. OCLC 12119866.
- Grant, Jonathan A. Rulers, Guns, and Money: The Global Arms Trade in the Age of Imperialism. Cambridge, MA: Harvard University Press, 2007. ISBN 0-674-02442-7. OCLC 166262725.
- Hough, Richard. Dreadnought: A History of the Modern Battleship. New York: Macmillan Publishing, 1975. First published in 1964 by Michael Joseph and Macmillan Publishing. OCLC 1673577.
- Hough, Richard. The Big Battleship. London: Michael Joseph, 1966. OCLC 8898108.
- Love, Joseph L. The Revolt of the Whip. Stanford, CA: Stanford University Press, 2012. ISBN 0-8047-8109-5. OCLC 757838402.
- Mach, Andrzej V. "Greece." In Gardiner and Gray, Conway's 1906–21, 382–87.
- Martin, Percy Allen. Latin America and the War. Gloucester, MA: Peter Smith, 1967. First published in 1925 by Johns Hopkins Press. OCLC 468553769.
- Martins Filho, João Roberto. A marinha brasileira na era dos encouraçados, 1895–1910 [The Brazilian Navy in the Era of Dreadnoughts, 1895–1910]. Rio de Janeiro: Fundãçao Getúlio Vargas, 2010. ISBN 85-225-0803-8. OCLC 679733899.
- Massie, Robert K. Castles of Steel: Britain, Germany, and the Winning of the Great War at Sea. New York: Random House, 2003. ISBN 0-679-45671-6. OCLC 51553670.
- Morgan, Zachary R. "The Revolt of the Lash, 1910." In Naval Mutinies of the Twentieth Century: An International Perspective, edited by Christopher M. Bell and Bruce A. Elleman, 32–53. Portland, Oregon: Frank Cass Publishers, 2003. ISBN 0-7146-8468-6. OCLC 464313205.
- Oakenfull, J.C. Brazil in 1912. London: Robert Atkinson Limited, 1913. OCLC 1547272.
- Parkes, Oscar. British Battleships. Annapolis, MD: Naval Institute Press, 1990. First published in 1957 by Seeley Service. ISBN 1-55750-075-4. OCLC 22240716.
- Preston, Antony. "Great Britain." In Gardiner and Gray, Conway's 1906–21, 1–104.
- Scheina, Robert L. "Argentina." In Gardiner and Gray, Conway's 1906–21, 400–03.
- Scheina, Robert L. "Argentina." In Gardiner and Chesneau, Conway's 1922–46, 419–21.
- Scheina, Robert L. "Brazil." In Gardiner and Gray, Conway's 1906–21, 403–07.
- Scheina, Robert L. "Brazil." In Gardiner and Chesneau, Conway's 1922–46, 416–18.
- Scheina, Robert L. "Ecuador." In Gardiner and Gray, Conway's 1906–21, 409–10.
- Scheina, Robert L. Latin America: A Naval History, 1810–1987. Annapolis, MD: Naval Institute Press, 1987. ISBN 0-87021-295-8. OCLC 15696006.
- Scheina, Robert L. "Peru." In Gardiner and Gray, Conway's 1906–21, 414.
- Scheina, Robert L. "Uruguay." In Gardiner and Gray, Conway's 1906–21, 424–25.
- Scheina, Robert L. "Venezuela." In Gardiner and Gray, Conway's 1906–21, 425.
- Sondhaus, Lawrence. Naval Warfare, 1815–1914. London: Routledge, 2001. ISBN 0-415-21477-7. OCLC 231872232.
- Трубицын, С.Б. Линкоры второстепенных морских держав [Battleships of Minor Naval Powers]. St. Petersberg: Р.Р. Муниров, 1998. ISBN 5-00-001688-2.
- Viana Filho, Luís. A vida do Barão do Rio Branco. São Paulo: Livraria Martins, 1967. First published in 1959 by Livraria Martins. OCLC 530644.
- Whitley, M.J. Battleships of World War Two: An International Encyclopedia. Annapolis, MD: Naval Institute Press, 1998. ISBN 1-55750-184-X. OCLC 40834665.

### 雑誌
- Alger, Philip. "Professional Notes." Proceedings 34, no. 3 (1908): 1050–90. OCLC 2496995.
- Alger, Philip. "Professional Notes." Proceedings 36, no. 3 (1910): 857–919. OCLC 2496995.
- Austin, H.O. "Brazil: Small, Modern Ships." All Hands no. 375 (May 1948): 16–17. OCLC 44432267. .
- Austin, H.O. "Largest South American Navy." All Hands no. 378 (August 1948): 14–16. .
- Austin, H.O. "The Fleets of Chile and Peru." All Hands no. 379 (September 1948): 24–26. .
- "Brazil." Journal of the American Society of Naval Engineers 20, no. 3 (1908): 833–36. OCLC 3227025.
- "Brazil." Journal of the American Society of Naval Engineers 22, no. 3 (1910): 999–1002. OCLC 3227025.
- "Brazilian Battleship 'Minas Geraes'—Most Powerful Fighting Ship Afloat." Scientific American 99, no. 24 (1908): 428–29. OCLC 1775222.
- "British-Brazilian Warships." Navy (Washington) 2, no. 1 (1908): 11–12. OCLC 7550453.
- Earle, Ralph. "Professional Notes." Proceedings 38, no. 1 (1912): 303–80. OCLC 2496995.
- "Fleets in Preparation." Proceedings 31, no. 3 (1905): 740. OCLC 2496995.
- Garrett, James L. "The Beagle Channel Dispute: Confrontation and Negotiation in the Southern Cone." Journal of Interamerican Studies and World Affairs 27, no. 3 (1985): 81–109. OCLC 2239844.
- Gill, C.C. "Professional Notes." Proceedings 40, no. 1 (1914): 186–272. OCLC 2496995.
- Gill, C.C. "Professional Notes." Proceedings 40, no. 2 (1914): 495–618. OCLC 2496995.
- Gill, C.C. "Professional Notes." Proceedings 40, no. 3 (1914): 835–947. OCLC 2496995.
- Gill, C.C. "Professional Notes." Proceedings 40, no. 4 (1914): 1175–1266. OCLC 2496995.
- Heinsfeld, Adelar. "Falsificando telegramas: Estanislau Severo Zeballos e as relações Brasil-Argentina no início século XX." Vestígios do passado: a história e suas fontes. Proceedings from the IX Encontro Estadual de História of the Associação Nacional de História, Seção Rio Grande do Sul.
- Hislam, Percival A. "A Century of Dreadnoughts." Scientific American 111, no. 9 (1914): 146–47. OCLC 1775222.
- Hutchinson, Lincoln. "Coffee 'Valorization' in Brazil." Quarterly Journal of Economics 23, no. 3 (1909): 528–35. OCLC 1763227
- Kaldis, William Peter. "Background for Conflict: Greece, Turkey, and the Aegean Islands, 1912–1914." Journal of Modern History 51, no. 2 (1979): D1119–D1146. OCLC 62219150.
- Lambuth, David. "The Naval Comedy and Peace Policies in Brazil." Independent 69 (1910): 1430–33. OCLC 4927591.
- Livermore, Seward W. "Battleship Diplomacy in South America: 1905–1925." Journal of Modern History 16, no. 1 (1944): 31–48. OCLC 62219150.
- Livermore, Seward W. "The American Navy as a Factor in World Politics, 1903–1913." American Historical Review 63, no. 4 (1958): 863–879. OCLC 35776522.
- Martins Filho, João Roberto. "Colossos do mares [Colossuses of the Seas]." Revista de História da Biblioteca Nacional 3, no. 27 (2007): 74–77. OCLC 61697383.
- Mead, Edwin D. "Reaction in South America." Advocate of Peace 70, no. 10 (1908): 238–41. OCLC 436909525.
- Montenegro, Guillermo J. "An Argentinian Naval Buildup in the Disarmament Era: The Naval Procurement Act of 1926." Universidad del Centro de Estudios Macroeconómicos de Argentina. Also published in Antony Preston, ed. Warship 2002–2003. London: Conway Maritime Press, 2003. ISBN 0-85177-926-3. OCLC 50614660.
- "Mystery of the Brazilian 'Dreadnoughts'." Literary Digest 37, no. 30 (1908): 102–03. OCLC 5746986.
- "New Peruvian Warships." Journal of the American Society of Naval Engineers 19, no. 2 (1907):  581–583. OCLC 3227025.
- Robinson, Walton L. "The Brazilian Navy in the World War." Proceedings 62, no. 12 (1936): 1712–20. OCLC 2496995.
- Sater, William F. "The Abortive Kronstadt: The Chilean Naval Mutiny of 1931." Hispanic American Historical Review 60, no. 2 (1980): 239–68. OCLC 421498310.
- Somervell, Philip. "Naval Affairs in Chilean Politics, 1910–1932." Journal of Latin American Studies 16, no. 2 (1984): 381–402. OCLC 47076058.
- Sturton, Ian. "Re: The Riachuelo." Warship International 7, no. 3 (1970): 205. OCLC 1647131.
- "The Brazilian Battleship 'Minas Geraes'." Journal of the United States Artillery 33, no. 2 (1910): 179–88. OCLC 1962282.
- "The Brazilian Battleship 'Minas Geraes'." Scientific American 102, no. 12 (1910): 240–41. OCLC 1775222.
- "The Brazilian Dreadnoughts." International Marine Engineering 13, no. 8 (1908): 362–63. OCLC 2227478.
- "The Brazilian 'Dreadnoughts'." Navy (Washington) 2, no. 6 (1908): 13–14. OCLC 7550453.
- "The Chilean Dreadnought Almirate Latorre." Journal of the American Society of Naval Engineers 26, no. 1 (1914): 317–18. OCLC 3227025.
- "The Mystery of the Great Brazilian Dreadnoughts." World's Work 17, no. 1 (1908): 10867–68. OCLC 42300671.
- Topliss, David. "The Brazilian Dreadnoughts, 1904–1914." Warship International 25, no. 3 (1988): 240–89. OCLC 1647131.
- "The Reported Purchase of Battleships." Navy (Washington) 2, no. 8 (1908): 39. OCLC 7550453.
- "The Status of South American Navies," Journal of the American Society of Naval Engineers 21, no. 1 (1909): 254–57. OCLC 3227025.
- Vanterpool, Alan. "The 'Riachuelo'." Warship International 6, no. 2 (1969): 140–41. OCLC 1647131.

### 新聞
- Argus (Melbourne) – Trove
- Boston Evening Transcript – Google News Archive (GNA)
- Day (New London) – GNA
- Dundee Courier (Scotland) – British Newspaper Archive (BNA)
- Evening Telegraph (Dundee, Scotland) – BNA
- Evening Post (Wellington) – Papers Past (PP)
- Japan Weekly Mail (Yokohama) – Google Books
- New York Herald – Fulton History
- New York Times – New York Times Article Archive
- New-York Tribune – Chronicling America
- Pittsburg Press – GNA
- Poverty Bay Herald (Gisborne, New Zealand) – PP
- Sydney Mail – GNA
- Sydney Morning Herald – Trove
- Times (London)

### ウェブサイト
- Bolt, Jutta and Jan Luiten van Zanden. "The First Update of the Maddison Project; Re-Estimating Growth Before 1820." Maddison Project Working Paper 4. Archived 29 April 2013.
- "E Minas Geraes." Navios De Guerra Brasileiros. Accessed 1 March 2012.
- "E Rio de Janeiro." Navios De Guerra Brasileiros. Accessed 1 March 2012.
- "E São Paulo." Navios De Guerra Brasileiros. Accessed 1 March 2012.

### 公式な出典
- "Acorazado Almirante Latorre [Battleship Almirante Latorre]." Unidades Navales. Armada de Chile. Last modified 8 June 2008.
- "Bahia (3º)." Serviço de Documentação da Marinha — Histórico de Navios. Diretoria do Patrimônio Histórico e Documentação da Marinha, Departamento de História Marítima. Accessed 30 March 2016.
- Di Biassi, Francesco Venturini. "Ley de Armamento Naval Nº 6283 [Naval Armament Law No. 6283]." Departamento de Estudios Históricos Navales. Accessed 30 March 2016.
- "Minas Geraes I." Serviço de Documentação da Marinha — Histórico de Navios. Diretoria do Patrimônio Histórico e Documentação da Marinha, Departamento de História Marítima. Accessed 30 March 2016.
- "Rio Grande do Sul I." Serviço de Documentação da Marinha — Histórico de Navios. Diretoria do Patrimônio Histórico e Documentação da Marinha, Departamento de História Marítima. Accessed 30 March 2016.
- "São Paulo I." Serviço de Documentação da Marinha — Histórico de Navios. Diretoria do Patrimônio Histórico e Documentação da Marinha, Departamento de História Marítima. Accessed 30 March 2016.

## 関連図書
- Morgan, Zachary R. Legacy of the Lash: Race and Corporal Punishment in the Brazilian Navy and the Atlantic World. Bloomington: Indiana University Press, 2014.